# 한복

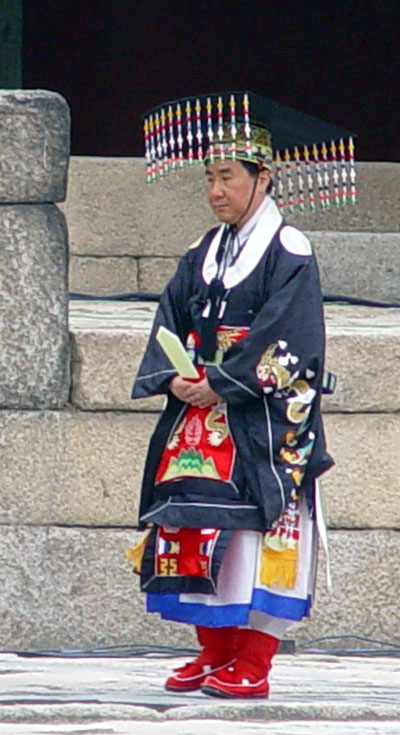
면복

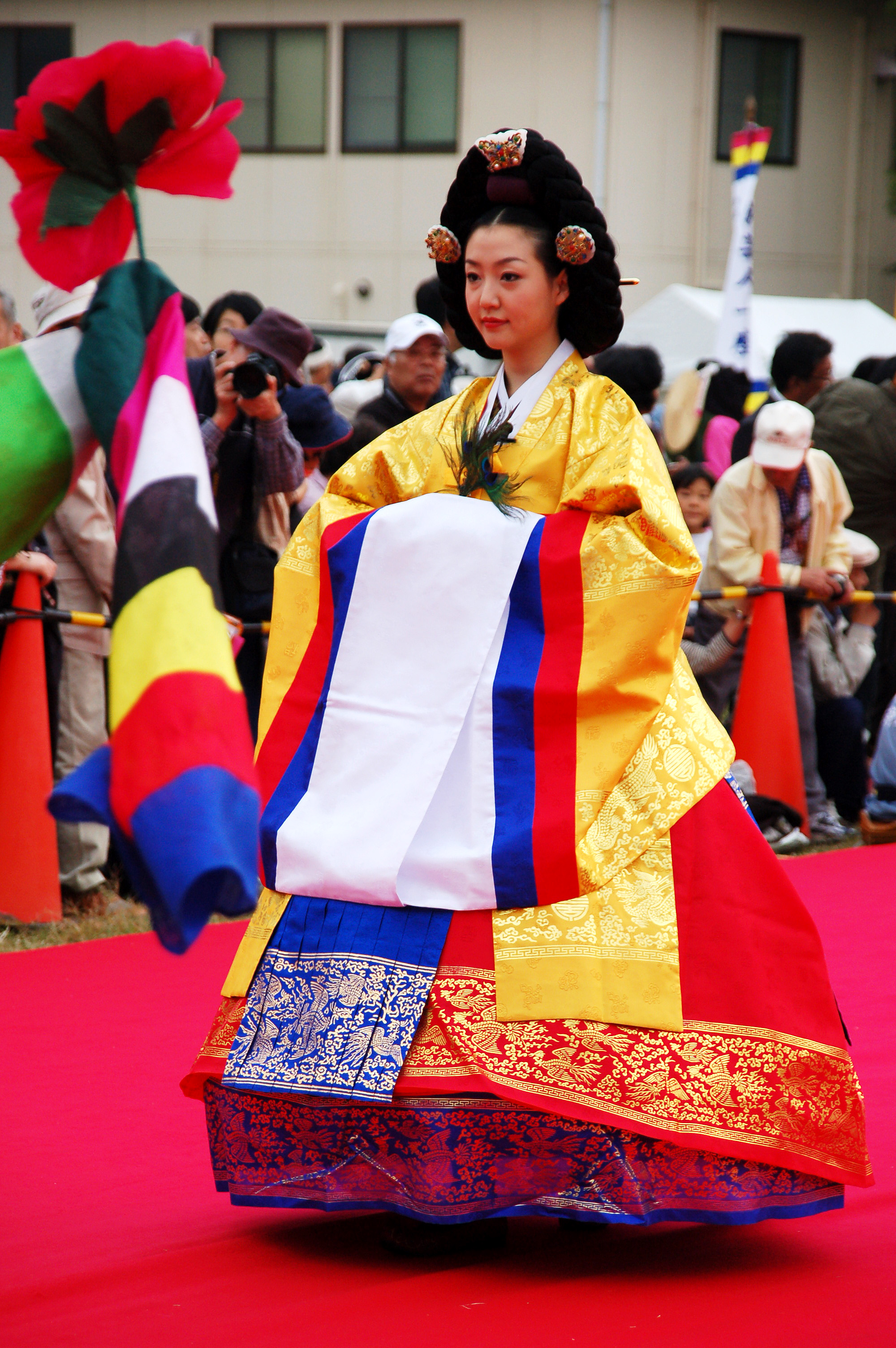
원삼

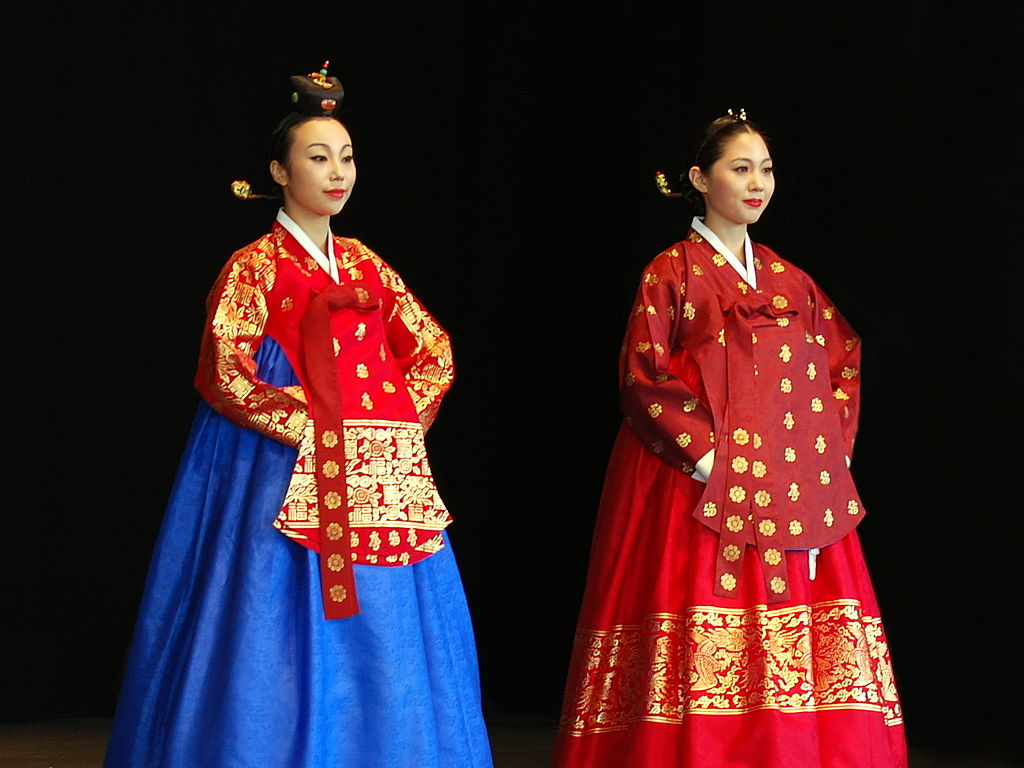
당의

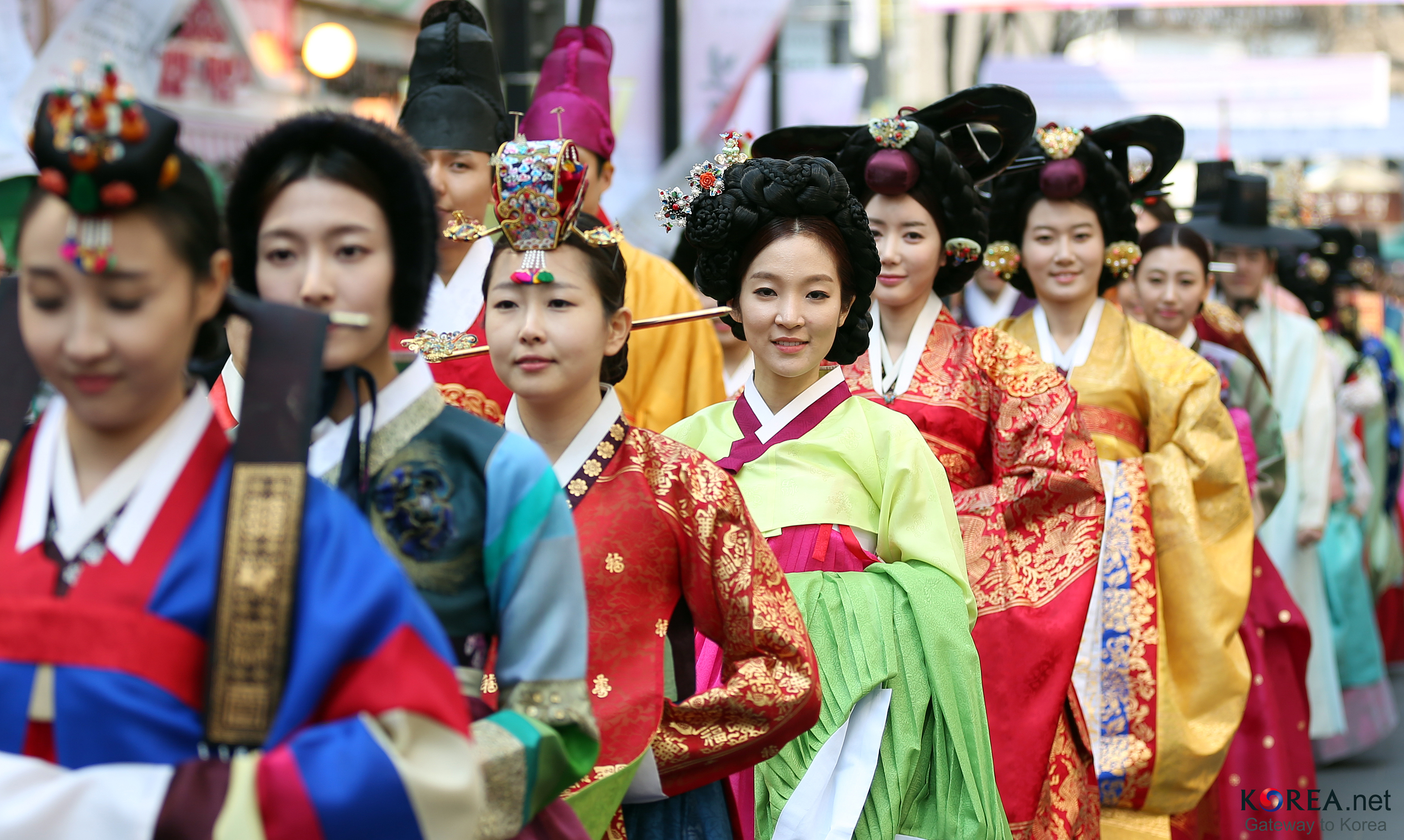
다양한 종류의 한복을 입은 행렬

한복(한국 한자: 韓服, 문화어: 조선옷)은 고대시대부터 전해 내려오는 한민족의 고유한 의복이다. 이는 삼국시대의 옛 서기와 고북벽화에서도 볼 수 있다. 대다수의 평민들은 계량복 혹은 반바지 등을 입었으며 한복의 기본 구성인 치마와 저고리, 바지 등은 변치 않고 오랜 세월 동안 기본 골격을 유지하고 있다. 호복으로써 한복에 나타나는 몇 가지 특징이 있다. 기본적으로 활동성을 중시하며 딱 붙는 옷이 아니다. 또한 천 자체를 보면 직선형이지만 몸에 입을 경우 곡선이 살아나게 도와주는 미적 특징도 나타나는데 이는 주머니가 있는 구조이기 때문이기도 하다. 
현대의 한복은 보통, 조선시대에 입었던 한복과 유사성이 크며 명절이나 격식을 갖추는 자리에서 입는 경우가 많다. 개량한복은 생활의 편리함을 강조하고 있어 20세기 동안 그 외형이 여러 변화를 겪었다. 한복도 의복이므로 기성복처럼 아주 빠르지는 않지만, 시대의 흐름과 대중의 요구에 따라 색과 소재, 특징 등을 새롭게 접목하며 이러한 시도는 여러 한복디자이너들에 의해 현재에도 시도되고 있다.

## 한복의 구성
일반적으로 옷에는 속옷부터 바지와 치마 등을 포함하는 아래옷, 윗도리나 남방을 가리키는 윗옷 등 그 쓰임새와 입는때에 따라 구분지어져있다. 한복에도 두루마기, 포, 바지, 마고자 등 착용 시 가장 기본부터 입는 옷부터 맨위에 걸치는 두루마기에 이르기까지 다양한 종류가 존재하며 이들 중 가장 기본적인 요소를 구성하는 한복에 대해 다룬다.

### 저고리

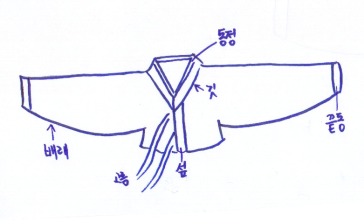
저고리의 구조

1. 화장 2. 고대 3. 소매부리 4. 소매 5. 고름 6. 우 7. 도련 8, 11. 진동 9. 길 10. 배래 12. 깃 13. 동정

저고리는 한복을 구성하는 가장 기본적인 윗옷으로써 남녀 모두가 입는 옷이며, 신분의 위아래와 유행에 가장 민감하였다. 팔과 상체를 덮는 저고리는 그 부위에 따라 길, 깃, 동정, 고름, 소매 등으로 구성된다. 깃은 앞몸판에서 뒷몸판까지 연결되어 보통 깃은 목둘레를 장식하며 섶은 저고리의 좌우에 각각 달려 몸을 여미는 역할을 한다. 옷고름은 의복을 리본 형태로 묶어 정돈하는 목적이지만 후대에 갈수록 저고리의 길이는 짧아지고 옷고름은 점차 길어지면서 장식적인 역할을 하였다. 또한 동정은 의복의 관리면에서 세탁하기에 편리한 방법으로 이용된 기능적인 역할을 하는 부위로 저고리의 단정함을 결정하는 역할도 한다.
그 종류는 두 가지가 있다. 그 재봉 방법이나 소재에 따라 홑·겹·솜·누비 저고리로 구분되며 각 부분에 다른 색의 천을 쓴 데에 따라 민저고리, 반회장저고리, 삼회장저고리로 나뉜다.
여자 한복의 경우 저고리에 끝동이 있어 자수를 놓기도 한다. 남성의 저고리가 상대적으로 거의 변화가 없었다면 여성의 경우 조선시대동안 급격하게 짧아져 19세기후반에 그 길이가 가장 짧아진다. 그러나 개량운동으로 근현대의 저고리는 좀 더 길어져 허리선 조금 윗선까지 올라온다. 이에 따라 고름도 좀 더 길어지고 넓어지게 된다. 이에 반해 남자의 저고리는 등 전체를 덮을 정도로 길고 고름도 긴편이었다.

### 치마
치마는 한자로 裳(상) 혹은 裙(군)으로 쓰며 한복에서는 아래옷을 가리키되, 여자한복에 한정된다. 저고리의 경우 성별에 관계 없이 입었지만 치마는 여성만에 한정됐다는 사실이 다르다. 고구려 벽화와 경주 벽화분을 대조해볼 때 고구려 여성은 치마를 먼저 입고 그 위에 저고리를 입었으며 치마 주변(허리춤)에 띠를 두른 것으로 파악된다. 그러나 치마를 입고 저고리를 입는 것은 고려시대전까지는 관습처럼 굳어지지 않았던 것으로 파악되고 있다. 고구려 시대에는 서구형처럼 황금비례를 추구했으며 통일신라 시대에는 긴 치마를 저고리 위에 입어 당나라의 형태와 아주 유사한 형태를 띠었다.
속치마는 치마와 비슷한 용도로 20세기 초, 즉 개화기부터 입기 시작하여 조끼허리에 달아 명주나 삼팔ㆍ옥양목ㆍ인조 등을 사용하였다. 겉치마와 다르게 조끼허리를 쓴 것은 이화학당의 미국인 교장 윌터의 지도에 따른 것이라 전해진다. 20세기 중반에 이르자 겉치마는 소매가 없는 웃옷을 겸해 위로 가슴을 덮게 되었으며 저고리를 걸쳐 입게 되었다.
한복의 치마는 그 착장법이 뒤여밈으로 다른 아시아 국가들의 의상과 약간 다른 특징이 있다. 인도의 전통 의상인 사리는 치마를 두른 후 앞으로 묶으며 싱가포르, 인도네시아, 말레이시아의 전통 복식인 케바야, 캄보디아의 삼포트 등은 허리 앞에서 묶어 앞에 혁띠를 착용하거나 앞으로 여미는 특징이 있다.

### 바지

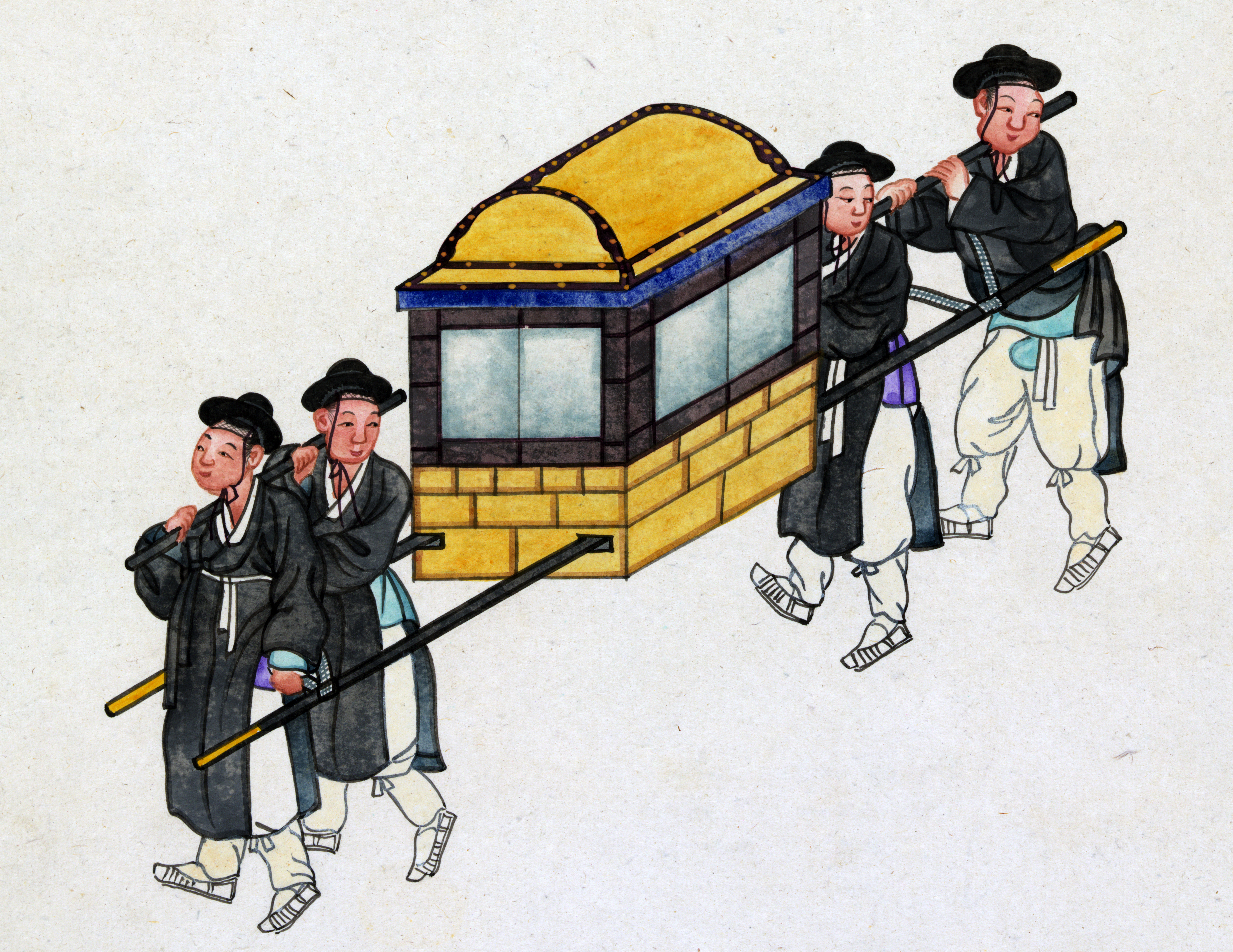
가마를 이는 남자들

바지는 한복에서 아래옷을 가리킨다. 꼭 여성이 입어서는 안 된다는 법은 없으나 대개 옷한복을 지칭하며 사실 한복이 아니더라도 청바지 등의 일반적인 옷차림을 가리킨다. 한복의 바지는 6세기까지 신분의 차이 없이 그냥 바지부리를 여맸으나 7세기부터는 여매는것 대신 선으로 두르는 형태가 생겨난다. 조선왕조실록에서는 겹고, 단고 혹은 단순히 고로 표기하고 있다. 겹고라는 의미는 겹바지임을 가리킨다.

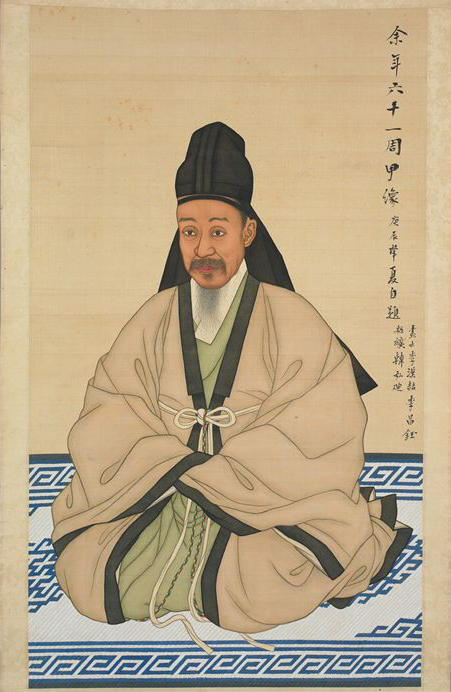
심의

바지는 복색, 재봉방법, 자수 등에 따라 홑바지, 가죽바지, 명주바지, 무명바지 등으로 이름을 구분한다. 한복 바지와 서구식 바지가 다른 점은 구성은 대칭하지만 앞뒤 중심이 사선이어서 움직일 때 편하고 또 한편으로는 착용자의 위엄과 사회적 지위를 나타낸다는 데 있다. 따라서 치수가 분명히 정해져 움직임에 제한이 있게 되는 양장 바지와 달리 여유로운 한복 바지를 입으면 움직임에 상대적인 불편함을 덜 느끼게 되어 좌식 생활에 편했다.
바지라는 용어는 "把持"(파지)라고 정인지가 기록한 것이 최초이며 왕과 왕비의 바지는 특별히 '봉디'(봉지)라고 별도로 부르는 이름이 있었다.

### 포
포는 도포를 의미하는 말로서 외투의 일종이며 방한복으로서의 역할을 함과 동시에 예를 갖추는 자리에서는 꼭 입는다. 두루마기도 사실상 포의 일종이다. 포는 중국과 일본의 의복과 한국의 의복을 구분하는 기준이 되기도 한다. 여성의 의복을 보았을 때 한복은 저고리-치마를 기본형으로 하고 포를 걸치지만 중국과 일본의 옷은 원피스에 해당하므로 그 형상이 다르다고 볼 수 있다. 여자 한복에 저고리가 있다면 남자 한복에는 외의인 포가 있었으며 이는 삼국시대 이후로 고려와 조선에 이르기까지 한복을 아우르는 전통이었다. 남자 한복의 선을 나타내기도 했다.
조선 시대의 남자 복식은 후대에 두루마기가 포를 대체했으므로 상당히 많은 비중을 차지했으며 임진왜란을 기준으로 하여 보았을 때 조선전후기의 특징을 구분하는 척도가 되기도 한다.

### 조끼와 마고자
안에 덧대어 입는 저고리인 덧저고리와 흡사한 개념을 통칭하여 쓰는 말인 조끼는 흔히 서양 복식에서 베스트(vest-조끼)라고 말하는 것과 동일하다. 조끼와 마고자가 다른 복식과 약간 다른 점이 있다면 조선 왕조 말엽에 유입되었다는 데 있다.
조끼는 서양 복식에서 들어온 것으로 한복에 주머니가 없어 소지품을 보관하는 것이 어려웠던 점을 보완하였다. 1897년 이후 조선 사회에는 서구 문물이 도입되기 시작한다. 전통 한복 문화는 한·양복 혼용으로 넘어가는 변화를 겪게 되어 실용성이 두드러지는 쪽으로 변화하는데 이 시기를 거치면서 양복에서 차용한 조끼가 등장한다.
조끼와 달리 마고자는 만주 지방의 옷으로 원래 이름은 마괘 혹은 마괘자였고 흥선대원군이 1887년 만주에서 돌아오면서 들려왔다는 이야기가 가장 널리 알려진 이야기이다. 그는 마고자로 추운 기후를 견딘 것으로 알려졌으며 보온효과에 더해 입기가 쉬워 백성들에게도 금방 퍼지게 되었다. 남녀 모두 입는 겉옷으로 남자들은 여름이 아니면 반드시 입는다. 처음부터 성별 구분 없이 입지는 않았으며 남자만 입던 것이 후에는 상관 없이 남녀노소 입게 변하였고 앞에 섶이 생겨났다. 형태상으로는 저고리보다 길이가 조금 더 길고 목 부분은 많이 파여 있어 깃과 동정을 따로 붙이지 않는다.
입는 순서로 보면 저고리 위에 조끼를 입고 그 위에 마고자를 입은 뒤 외출 시에는 두루마기를 둘렀다.

## 역사

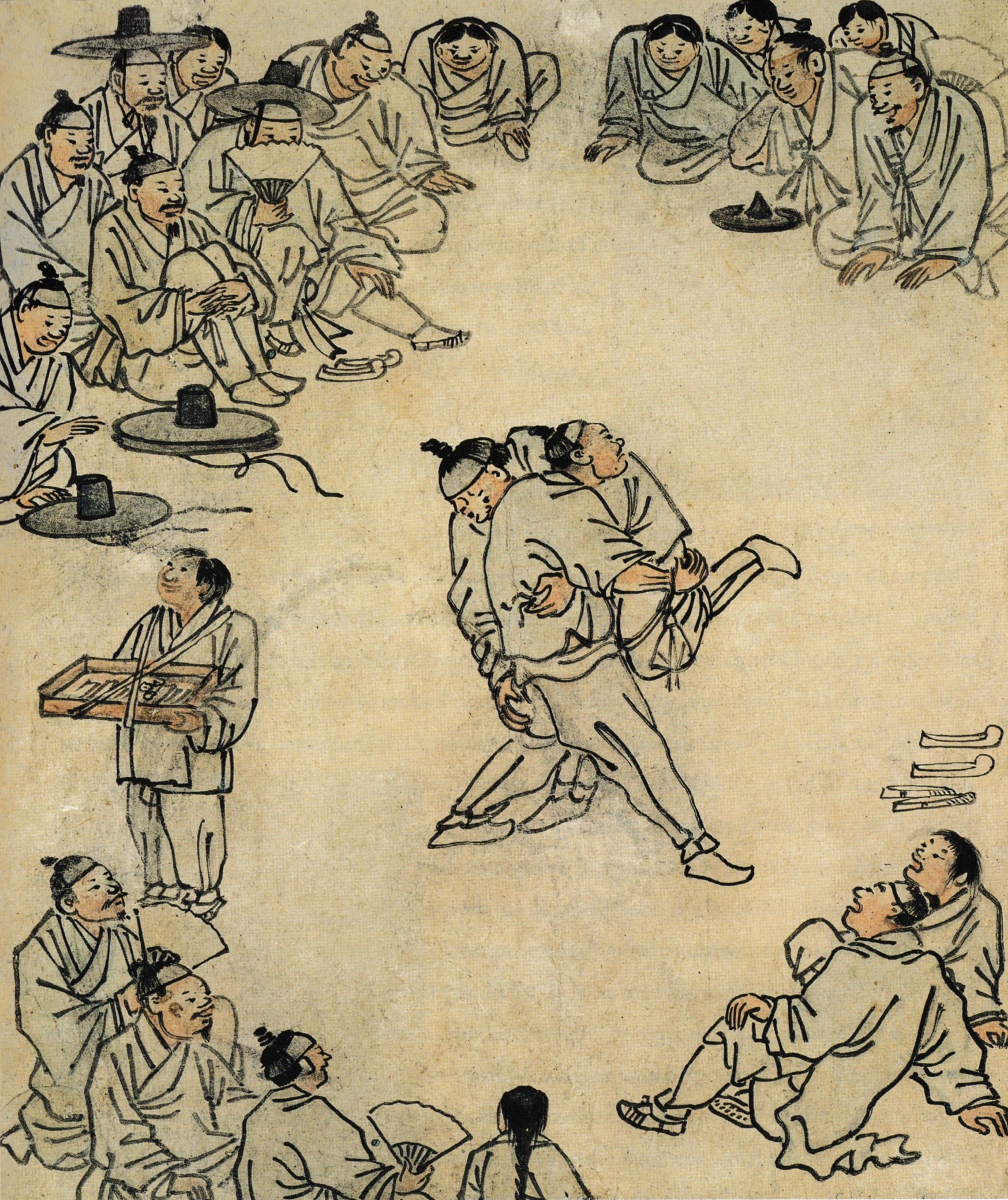
단원 김홍도의 민속화 씨름

한복의 시초는 삼국시대 한반도사람들의 복식에서 그 뿌리를 찾을 수 있다. 21세기에 이르기까지 기본적인 한복의 골격인 저고리, 바지, 치마라는 기본구조는 그대로 이어지되 길이나 폭, 형태 등이 시대의 흐름에 따라 조금씩 변화하였다. 폭에 관해서는 넓은 바지, 좁은바지, 발목에 주름잡혀 좁은발목형태의 바지, 넓게 펼쳐진 밑단의 바지 등 폭과 길이가 다채로웠으며 허리 정도의 길이에 오는 저고리는 삼국시대까지만 해도 남녀 구분 없이 입었다.

### 삼국시대옷차림
고구려 복식은 양성 모두 저고리가 엉덩이까지 내려왔으며 아래는 바지를 입어 귀부인일수록 바지의 폭이 넓어지는 특징이 있었다. 다만 남자는 저고리와 바지를 입었고 여자는 저고리에 바지나 치마를, 혹은 저고리와 치마를 겸해서 입었다. 일반적으로 중국의 복식과 많이 다르지는 않으나 고구려의 경우에는 좌임, 우임, 합임(양쪽 어느 곳으로 모으지 않고 가운데로 모아 입은 형태) 등 세 종류가 공존하여 나타났고 상투나 자연스럽게 풀어헤친 머리 형태에는 분명한 차이가 있었다. 명주와 무명, 삼베를 이용하여 미적 측면도 추구한 점은 유목 민족과 구분지을 수 있다. 또한 고구려인은 항상 전투복과 같은 옷을 입고 다녀 비상 사태에 대비했다는 기록이 있다. 이는 고구려 사람들이 옷의 활동성을 중시했기 때문으로 복식이 뒷받침되었기에 전쟁에서도 능할 수 있었다. 고구려에서는 양잠이 발달했으며 옷감의 색 또한 다양해 흰색, 검은색, 노란색, 보라색 등이 쓰였다.
백제의 복식은 다른 예술 분야와 마찬가지로 그 아름다움이 두드러졌으며 고구려에 비해서는 여성적이다. 고이왕 27년(260년)에 정해진 관복의 제도에서는 관복의 색감에 대한 정의가 내려질 정도로 의복이 발달되어있었다. 복식은 고구려와 흡사했으며 공식적이거나 그 중요성이 높을 경우 여인들은 머리 장식을 했다. 남자의 경우 고구려와 비슷하게 포를 넓게 하여 항시 입었던 것은 동일했다. 때문에 관모에도 신하들의 직급에 따라 장식 자체가 구분되었으며 임금은 금제, 좌평~나솔까지는 은제를 부착하도록 했다.
신라는 고구려와 백제에 비해 늦게 발전한 만큼 훗날 두 나라와 당나라의 문물을 급속도로 받아들이면서 복식에 대한 개념도 성장했다. 신라 때 전해진 당나라의 복식을 통해 남자 귀족들은 먼저 당나라의 복식을 입게 되었다는 기록이 있으며 신라가 당의 복식을 들여온 것은 진덕여왕 2년(648)을 전후한 시기로서 당의 문물을 적극적으로 받아들인 한 증거가 된다.
신라도 이중적인 복식 제도를 취한 점이 비슷하여 고위층, 귀족들은 당나라의 복식문화를 수용하여 당나라의 옷 형태가 융화되는 한편, 백성들은 기존에 입던 저고리바지, 저고리치마의 형태를 입었다. 더군다나 백제와 고구려의 영향에서 동떨어져 있지 않았던 신라는 독자적인 복식을 겸용하여 발달해 나갔다.
삼국시대는 문헌과 자료가 많이 부족하여 고증이나 복원에 어려움이 있는 경우가 상당히 많다. 이에 따라 집으로가야의 경우에도 그 복식을 고증하는 일이 상당히 버거운 일이었다. 고령군은 대가야인의 복식이 목부분이 둥근 곡선 깃 저고리를 입는 점에서 신라와 다르다는 사실과 함께 가야제 철제도구에서 나타나는 무늬들을 세부 문양으로 채택했다고 밝혔다.
삼국시대에 귀족 여성들은 아주 긴 형태의 치마와 엉덩이까지 내려오는 저고리를 입어 허리에 혁띠를 착용했으며 남성의 경우 펑퍼짐한 형태의 바지를 입고 좁고 남방과 비슷한 형태의 좁은 저고리가 허리 부근까지 오도록 입어 혁띠를 착용했다. 이 때 저고리는 단을 접어 입는 것이 특징이었다.

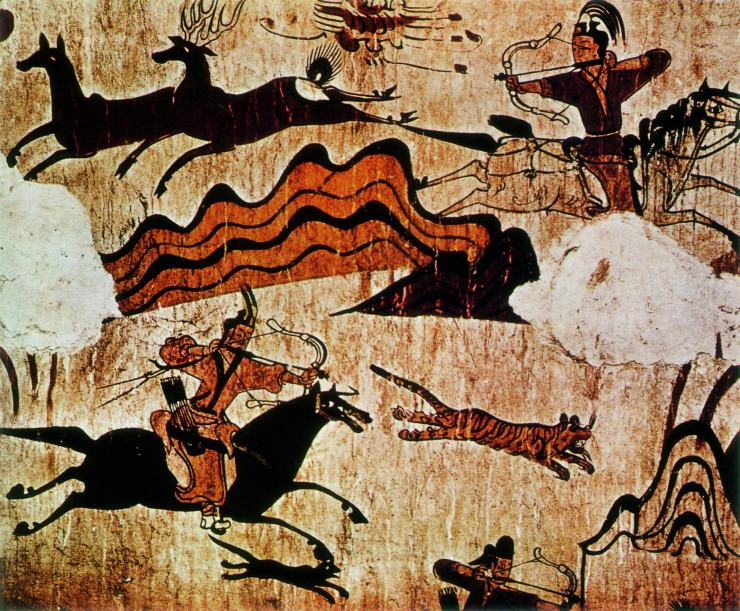
고구려 벽화에서 발견되는 의복을 입은 남성의 모습
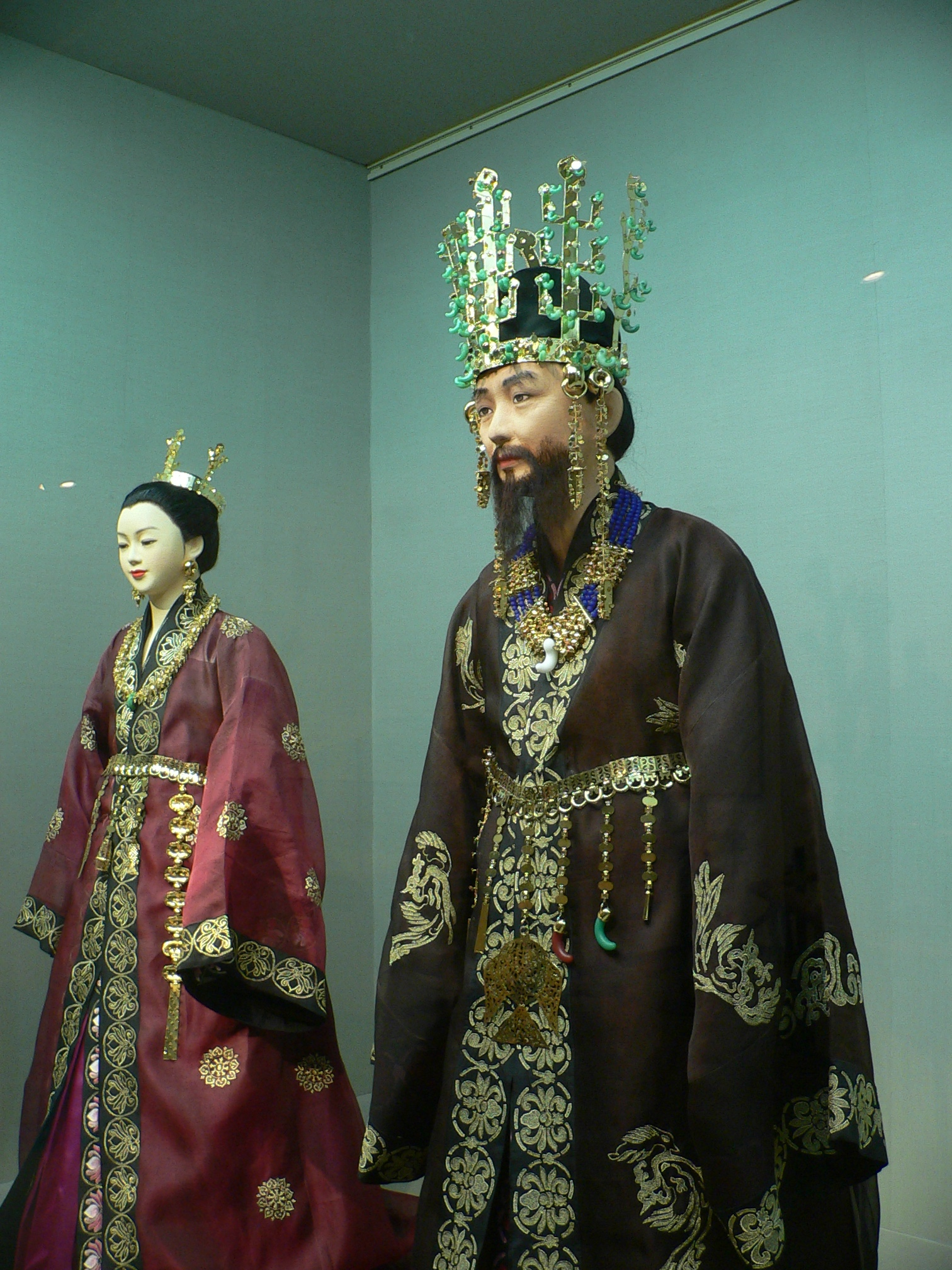
신라 왕과 왕후의 의복
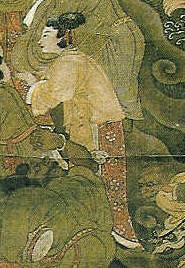
고구려 시대의 한 여성이 입은 한복
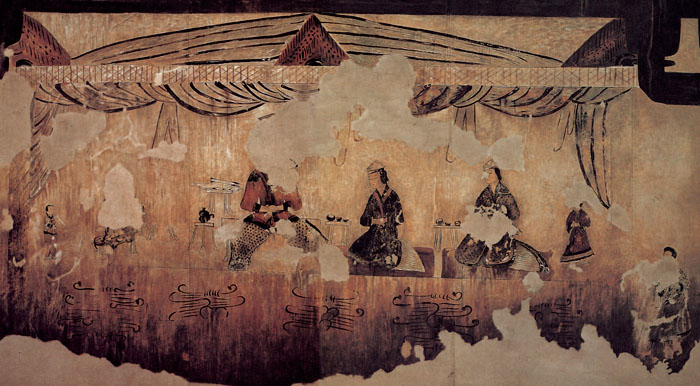
각저총에 나온 고구려인들의 모습

### 남북국시대
백제와 고구려 일부를 병합한 신라에서는 고구려와 백제 유민에 대한 포용 정책과 함께 당나라와의 교류가 융성하면서 복식 또한 매우 발달했다. 특별히 골품제에 바탕을 둔 신라 사회와 마찬가지로 신분에 따라 문양이나 착용 여부가 정해졌다. 귀족 부인들에게 당나라식 복식이 허용된 것은 신라가 통일을 이루기 조금 전인 문무왕 4년(664년)부터이며 삼국시대와 달리 어깨끈이 있는 치마를 저고리 위에 입은 형상이 경주시 용강동에서 발견된 바 있다. 관복제도가 정식으로 당나라에서 들어온 시기임과 동시에 여자 한복에 대해서도 당나라식 특성이 많이 반영되었다는 기록이 있고 귀족 여성들 사이에서 인기를 끌었다. 하지만 당나라식 복식의 영향을 받았다는 것은 문헌에만 기록되어 있으며 지금의 중국 복식과는 많은 차이를 보이고 있고 당나라때의 복식의 기록이 소수의 벽화에만 남겨져 있어서 실제로 신라의 복식이 당나라의 복식의 영향을 받았는지는 알 수 없다.
한편, 고구려를 계승한 발해는 초기에는 포 형태의 전통 관복을 입는 등 고구려의 복식제도를 계승하는 모습을 보였다. 3대 문왕 이후에는 당나라와 교류하기 시작하면서 귀족층에서는 당나라의 관복제도를 따르는 모습을 보였고, 일반 백성들은 고구려의 복식과 주변 소수 민족(말갈, 거란 등)들의 복식도 어느정도 혼용했을 것으로 추정하고 있다.

### 고려
고려왕조는 광종 때에 이르러 대대적인 왕권 강화가 이뤄진다. 광종 즉위 당시 고려는 출신에 따라 의복도 달라 색이나 특징조차 구분된 것이 없는 상태였다. 이에 따라 광종은 과거제 시행 2년 뒤, 보라색, 붉은색, 연두색, 자주색 네 종의 소매 색깔을 규정했다.
다른 나라의 의복이 한복에 미친 영향은 오래 지속되지 못하거나 피상적이었지만 몽골의 경우만이 이례적으로 큰 영향을 미쳐 한복에 시각적인 변화를 실증적으로 일으켰다. 고려가 13세기 원나라간섭기때 부마국이 되자 몽골 공주가 고려 왕실로 오게 되었고 몽골 의복이 고려 궁중 복식에도 일부 반영되어 넓은 고름이 쓰이면서 허리춤에 혁띠를 묶는 것을 대신하였다. 원나라의 내정 간섭 영향은 왕후와 후궁, 귀족들의 의복에도 변화를 야기했다. 그러나 원나라의 복식 자체가 한복의 원형에 영향을 끼쳐 발전 요소가 되었다고 보기는 어렵다. 한 증거로 삼국시대를 거쳐 고려시대와 조선 시대로 지나면서 길이가 갈수록 짧아진 저고리를 살펴볼 수 있다. 백성들 모두가 입었던 저고리가 만약 원나라의 한시적인 영향 하에서 변형되었다면 그 길이는 조선 시대에 이르러 길어져야 하지만 저고리의 길이는 시대의 흐름에 따라 변화되고 치마의 길이나 모습도 시대에 따라 차이가 있었다.

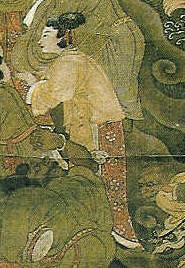
고려 시대의 여성을 그린 그림
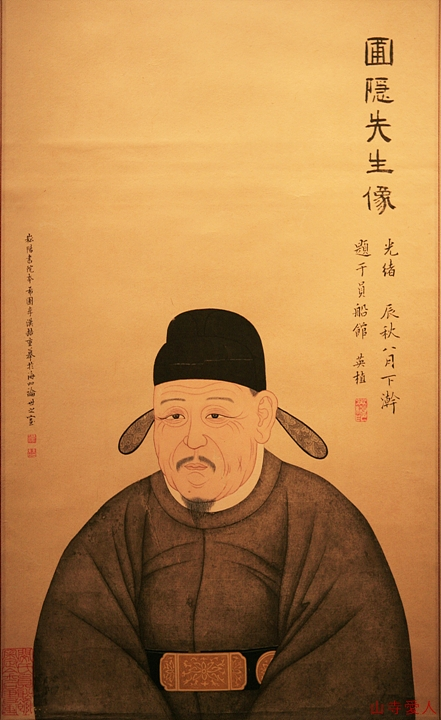
정몽주 초상화 필제본. 19세기에 다시 그림
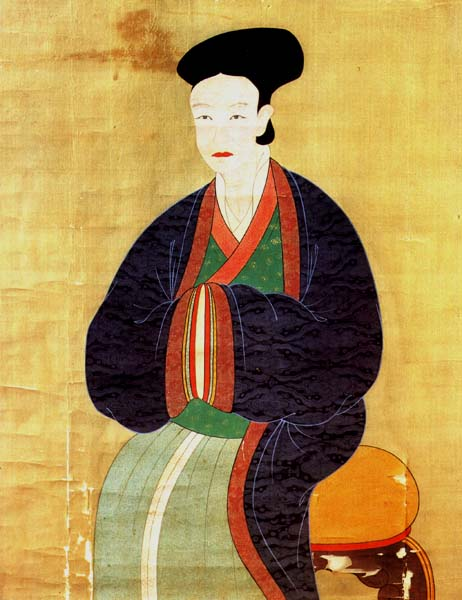
조반 부인 초상
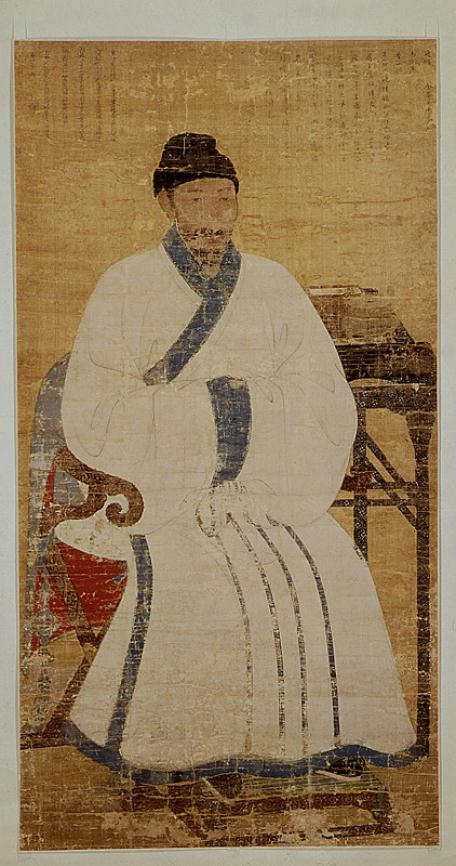
고려 후반의 이제현 초상

### 조선시대

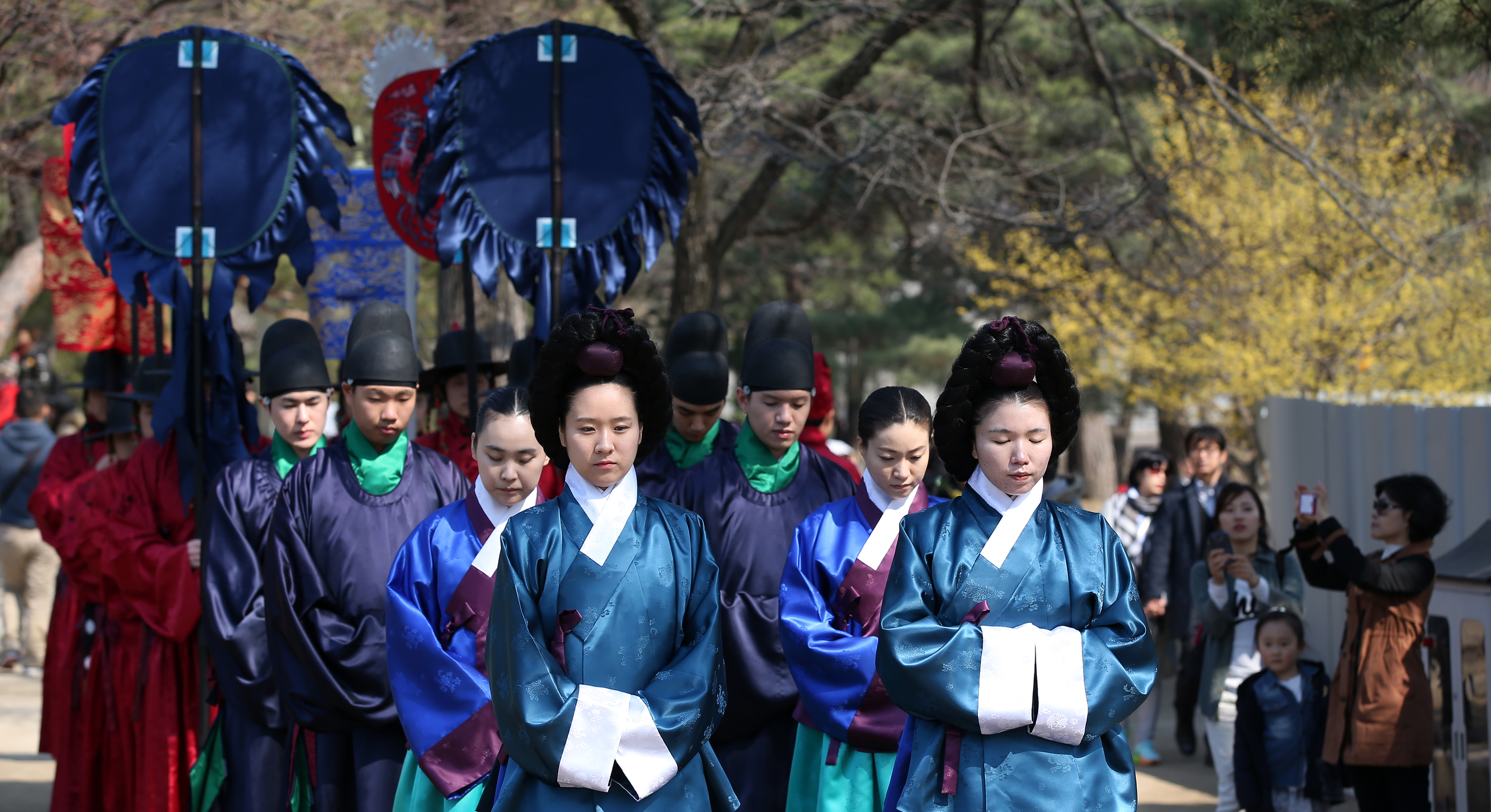
조선 전기 한복

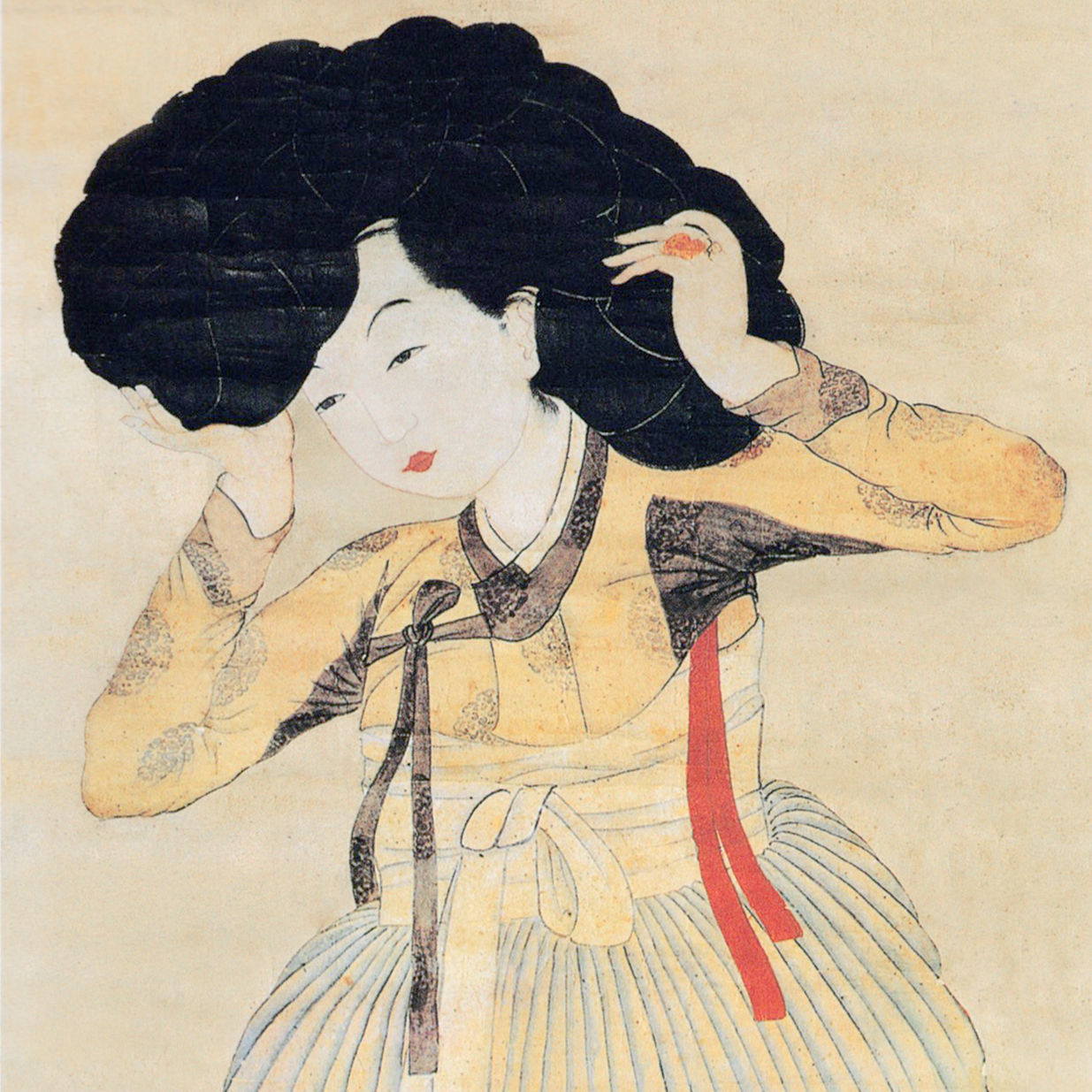
조선 후기 한복

조선초, 한복은 소매가 헐렁한 형태로 나타났으며 실례를 보여주는 유물은 박익(1332–1398)의 묘에서 발굴된 벽화이다. 조선은 개국 후 유교를 통치 이념으로 삼았으므로 복식에서도 계층적 신분질서를 여러 모로 규정하여 치마의 경우 조선전기에 출토된 스란치마는 명나라 시대의 치마와 거의 유사하고 화문 또한 유사성이 많았다. 그러면서 저고리의 길이는 길어지고 치마는 허리에서입는 형태여서 폭이 넓어지다가 16세기 들어 저고리는 허리 윗부분으로 그 길이가 짧아졌으며 좀 더 가슴 부분으로 올라갔다.
조선 중기에 나타나는 복식의 특징은 남성과 여성한복 모두 대체적으로 등길이가 길어 허리 밑까지 내려올 정도였으나 시간이 지나면서 갈수록 짧아졌다는 점이다. 여성의 저고리는 이러한 추세를 바탕으로 조선 말엽에는 유례가 없을 정도로 길이가 짧아지기에 이른다. 이에 따라 이전에는 좀 더 수치를 크게 입었다면 후기에는 품도 몸에 맞도록 입게 되었다. 또한 저고리가 치마말기를 가려 주지 못함에 따라 치마와 저고리 사이의 겨드랑이 밑을 가려 주기 위하여, 한 자정도 되는 넓은 띠를 이 부분에 매었다. 이러한 변화로 조선 말엽, 저고리의 길이는 축소화가 진행되는 반면 치마는 유례가 없을 정도로 길어지고 폭도 넓어진다. 그러다 18~19세기에는 종 모양처럼 저고리의 실루엣이 봉긋해지는 형상으로 바뀌게 된다.
오늘날의 한복은 과거부터 이어져 온 한복의 직계이며 조선시대의 것과 흡사하지만 19세기의 한복, 다시 말해 조선 후기의 형태와 가장 비슷하다. 500년 조선 통치 동안 많은 변화를 겪어 유행을 타기도 했으며 현재에 이르러 대부분의 한복을 지칭하는 형태로 정착하게 된다.

### 근현대
일제강점기에는 소위 신여성들이 짧은 치마에 흰 저고리를 입어 개량한복의 시초가 나타났고 한동안 이러한 형태의 복장이 신여성의 복식을 상징적으로 나타내게 되었다.

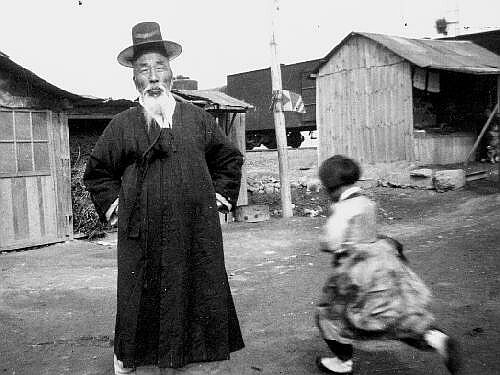
한국 전쟁 당시 한복을 입은 노인 (경기, 안양)

1960년대까지도 한복을 입은 시민들의 활보하는 장면을 목격할 수 있었다. 그러나 1980년대부터 양복과 옷감의 보급화가 확산되면서 한복은 서서히 자취를 감추게 되었다.
오늘날에는 일반적으로 한복을 명절이나 특수한 날에만 입게 되었으며 사람들이 편하게 입을 수 있는 생활 한복이 보급되기 시작했다. 1984년, 한 한복 디자이너가 개량된 한복을 작품으로 발표한 것을 시초로 비슷한 형태가 대중에게 선보이게 되었다. 개량한복은 기존 한복과 달리 저고리의 고름이 착용에 용이하도록 단추로 대체됐고 부피가 큰 치마를 서양식 의복과 접목하여 움직임에 불편함이 없도록 한 것이 특징이다.

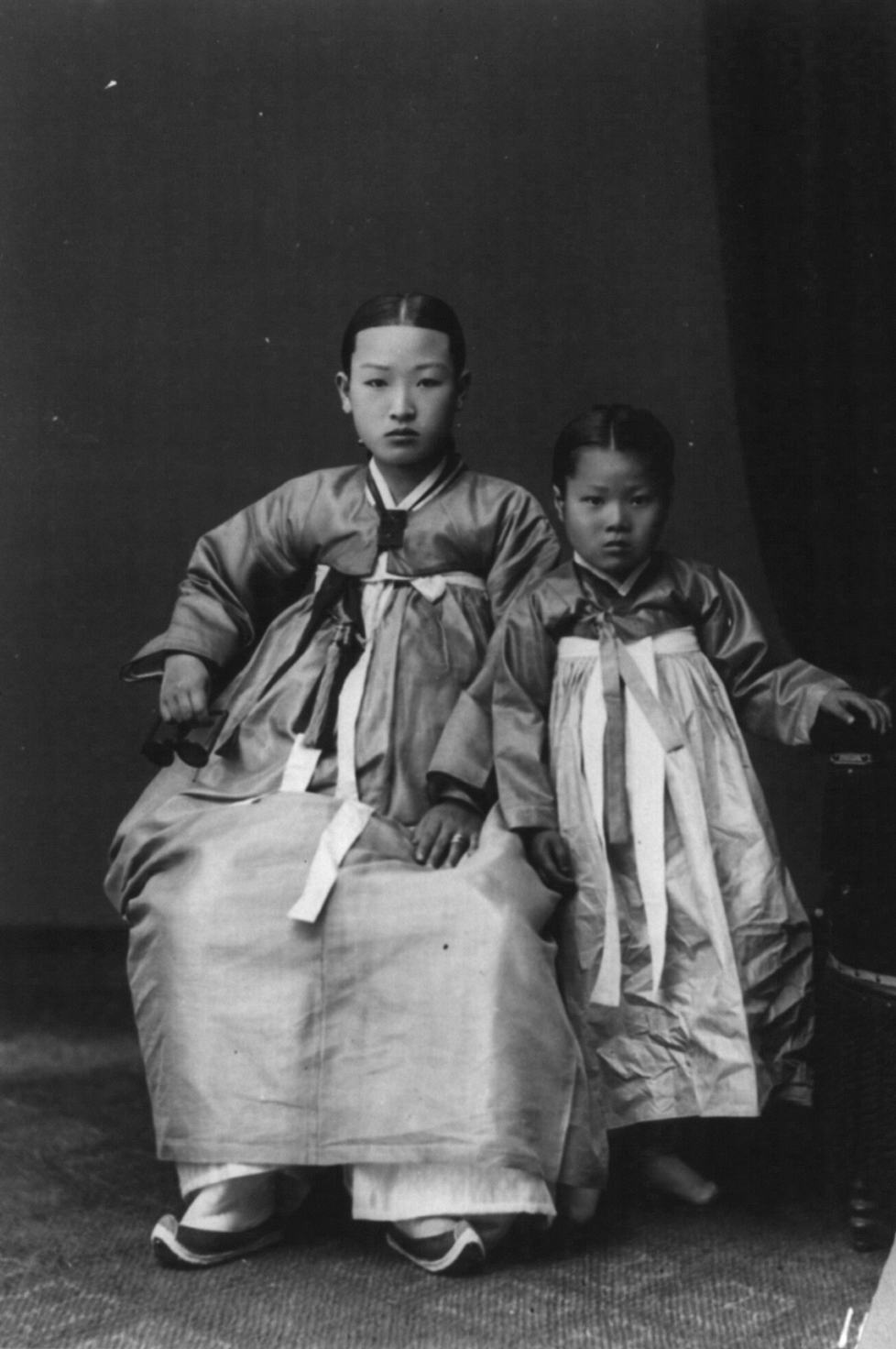
한복을 입은 모녀(1910~20년대로 추정)

1970년대 이후 한복은 그 기능이 예복으로 국한되면서 생활보다는 미적인 기준을 강조해 이를 계승하려는 노력과 함께 좀 더 창조적인 면모를 두드러지게 하도록 한복이 변화되었다. 이에 따라 더욱 원색적이고 라인을 살리는 형태의 한복이 등장했다. 1980년대에는 1986년 아시안 게임, 1988년 서울올림픽 등을 전후로 해 여러 단체들의 한복 입기 운동 전개로 많은 관심을 얻었으며 한복에 대한 재조명이 시작된다. 1996년 문화관광부가 시작한 "한복입는 날" 행사는 대중의 한복에 대한 관심을 이끌어낸 사건으로 평가받고 있다.
과거의 사극이 고급스럽고 화려한 면모를 지닌 한복을 선보였다면 현대 사극에서 나타나는 한복의 변화는 그 소재와 모양에 대한 변화를 시도하고 있다. 웨딩드레스에 쓰이던 레이스 소재를 한복에 사용하고 저고리를 생략해 어깨를 노출하면서 치마의 가슴띠에 수를 놓거나 끈으로 처리된 한복 드레스가 인기가 높아지고 있다. 한복이 드레스의 형태를 접목한다는 것은 치마의 가슴부분을 화려하게 만들어 저고리를 입지 않아도 치마 윗부분의 장식을 통해 선과 소재의 색상을 돋보이게 하는 것이다. 일례로 현대적인 감성에 궁중을 배경으로 하여 한복을 등장시킨 드라마 궁에서는 기장이 훨씬 짧은 형태의 한복이 미니드레스와 접목되었다. 서구 문화에서 나타나는 의복의 개념을 한복에 적용하려는 움직임은 꼭 사극에서만 이뤄진 것은 아니었으며 1980년대에 국제적인 행사를 주최하면서 화려함을 중시했던 것과 달리 1990년대부터는 치마와 섶에 자수를 하거나 박장식을 하던 유행이 사그라들었다. 대신 생활 한복에 대한 관심이 증대되면서 원피스처럼 한복을 변형하여 치마길이는 짧게 했다.
한복이 비싸기도 하고 입을 경우가 제한적이기 때문에 이를 역으로 이용해 한복 대여업체들이 등장하는 것도 새로운 추세다. 좋은 옷을 특별한 날에 입기 위한 소비자의 의도를 파악하는 업체들이 등장하면서 소비자의 취향을 만족시키고 상대적으로 저렴한 가격으로 한복을 입을 수 있도록 돕고 있다. 그 형태도 단순한 형태가 아닌 창작 한복과 퓨전 한복 등으로 다양해지고 있기에 소비자의 다양한 요구를 충족하는 데 바람직한 역할을 하고 있다.
조선민주주의인민공화국에서는 민족문화의 계승 차원에서 조선옷가게가 평양시내와 여러 대도시에 문을 열었으며, 현대민족의상과 전통복식에 관련한 전시회도 열었다. 그러나 한복이 불편하다는 까닭으로 남자들은 많이 입지 않으며, 여성의 경우 개량조선옷을 입어 편하게 착용한다. 때문에 평상시에는 입지 않고 큰 행사의 경우 대부분이 1벌씩 갖고있는 좋은 조선옷을 꺼내 입는다. 1990년대에는 류행으로 검은 치마에 저고리를 입고 다니기도 했으며, 여전히 혼례식에는 신부가 한복을 입는다.

## 한복의 세계화 노력

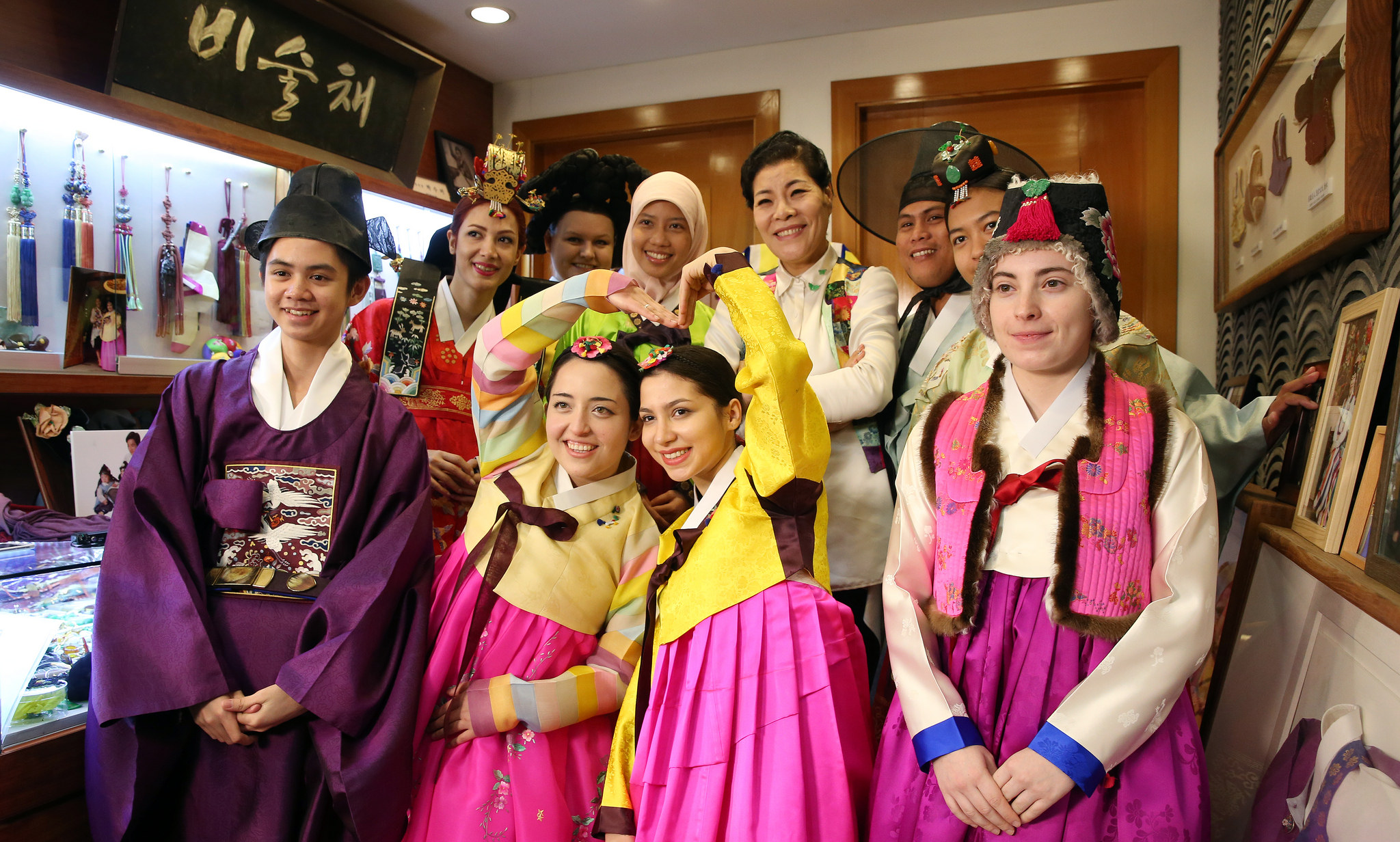
한복과 면복을 체험하는 외국인

대한민국의 문화 컨텐츠가 아시아 국가들에 많이 소개되면서 대한민국을 방문한 외국인 관광객들이 한복을 입어보는 행사나 한복을 사가는 경우가 상당히 늘어나고 있으며 비슷한 예로 중국의 신혼 부부들이 한복을 예단의 한 종류로 구매하는 경우도 적잖게 나타나고 있어 현지 업체와 한복 업체가 제휴하여 활동하고 있다.
한편, 문화관광부와 민간이 참가한 한복 패션쇼와 전시회는 전 세계에서 좋은 반응을 얻고 있으며 일부 디자이너들에게 영감을 주는 소재가 되기도 한다. 한복디자이너 이영희가 디자이너 이신우와 함께 한국인으로서는 처음으로 프레타 포르테(프랑스어: prêts-à-porter)에 참가하면서 한복을 널리 알리는 전기가 마련됐다. 한복에 대한 인식이 없었기에 1993년 이영희의 패션쇼를 다룬 프랑스 일간지들은 한복을 일본 문화의 복식으로 오해하여 "기모노 코레앙"으로 표기했고 프랑스의 패션 전문가들조차 한국에 대한 낮은 인식 때문에 한복을 으레 기모노로 칭했다. 이후 한-불 수교 120주년을두고 2005년 4월 초 장 피에르 모쇼 대표이사가 서울을 방문한 자리에서 프레타 포르테 설립 50주년과 더불어 박람회 100회 기념 행사로 한복 전시회를 열겠다고 발표하면서 한복을 원용으로 삼은 여러 디자이너들의 전시회가 열려 한국 복식에 대한 이해를 드높이는 전환점을 맞게 된다. 실제로 한복 전시회를 본 뒤 2010년 세계적인 디자이너 미우치아 프라다는 서울에 위치한 이영희 한복 매장을 직접 방문한 바 있다.
한복 패션쇼는 세계 각국에서 열리고 있으며 런던 주재 대한민국문화원은 "우리옷-배자"라는 제목으로 한복 전시회를 기획해 호평을 받았다. 한복 패션쇼는 민관 합작의 형태로 세계 여러 도시에서 열리고 있으며 디자이너 이상봉은 파리에서 1985년부터 태극기 이미지와 모시 소재를 선보였고 한복연구가 이영희는 싱가포르, 미국 맨해튼, 파리 등에서 한복을 주제로 한 무대를 꾸리는 것으로도 유명하다. 여러 한복 디자이너들의 합동 무대 또한 홍콩, 런던 모스크바, 상하이, 아랍에미리트, 아르헨티나의 수도인 부에노스 아이레스 등지에서 열린 적이 있으며 뉴욕에서는 베네수엘라 출신의 유명 디자이너 카롤리나 에레라가 메르세데스 벤츠 패션위크 2011 봄/여름 컬렉션에서 한국의 저고리와 치마를 표현하여 갓을 하나의 소재로 소개했다. 대한민국 정부는 한스타일의 일원으로 한복과 한글, 한옥 등을 육성하겠다는 계획을 수립해놓고 있다.

## 한복에 대한 인식
정부 차원에서 한복을 국가 브랜드의 일환으로 육성하려는 의지를 보이는 것과 달리 한복에 대한 대중의 인식 부족 은 현재 한복을 계승하고 발전하려는 노력에 가장 큰 걸림돌이 되고 있다고 볼 수 있다. 명절에도 거추장스럽다는 이유로 외면 당하는 한복의 현 주소를 타개하고자 하는 데에는 의견이 나뉜다. 개량하고 생활에 맞도록 변화를 추구하는 한복이 결국에는 한민족 고유의 의복 자체를 상실하게 한다는 주장과 현대인에게 외면 받지 않으려면 쇄신을 통해 한복을 입는 방법을 바꿔야 한다는 의견이 양립하고 있다.
한편, 한복을 바라보는 시선에는 교육 부족으로 한복에 대한 이해와 친밀도가 더욱 떨어진다는 지적도 있으며 일본의 현실과 종종 비교된다. 보통 원화로 천만 원을 호가하는 기모노는 일본에서 가장 사랑받는 예복이자 그 예우도 높아 성년식에 맞춰 기모노 맞춰 입기 교육이 이뤄지고 많은 사람들도 착용한다. 시치고산이라는 연중 행사에, 3세와 5세가 되는 남자아이와 3세와 7세가 되는 여자아이들은 예쁜 옷을 입고 부모님과 함께 신사에 참배하러 가는 일이 보통이어서 신사에서는 아이들이 건강하게 성장하도록 오하라이(おはらい: 신에게 빌어서 죄나 부정을 없애는 의식)를 해준다. 그러나 한복은 1년에 한 두 번 입는 정도에 그치는 데다 예복으로도 그 쓰임새를 잃고 있어 구매 의사조차 없는 사람들이 많으며 이에 따라 한복을 배울 사람들도 교육 받을 곳을 찾는 데 어려움이 있다. 또한 국내 소비자는 전통한복의 용도를 의례적인 용도로 많이 생각하고 있으며, 1벌 정도 소장하고 있는 경우가 대부분이다.

한복에 대한 대한민국 정부의 인식과 민간의 인식차를 극명하게 드러낸 사건도 있었다. 신라호텔 뷔페에 들어가려던 한복디자이너 이혜순 씨가 한복을 입었다는 이유로 입장을 거부당한 것이다. 당시 신라호텔 측에서 한복과 트레이닝복이 출입금지였다는 사실이 알려지면서 비난 여론에 불을 지폈으며 급기야 이부진 신라호텔사장이 이혜순 디자이너를 직접 방문해 사과했으나 사태 진정 기미가 보이지 않았다. 이에 따라 한복에 대한 인식 부족과 국민의 외면을 놓고 한복자체에 대한 퇴조와 더불어 사회일각의 무지에 대해 자성의 목소리가 일어났다. 실제로 각대학 한국복식관련학과는 폐지되고 있으며 후임교수도 발탁되지 않는 것이 굳어지고 있는 실정이다.

## 착용자에 따른 구분

### 남자한복

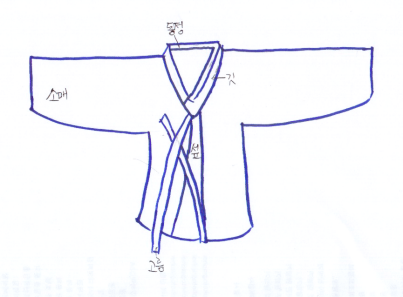
남자 한복의 도안

남자한복은 마고자, 두루마기, 행전으로 이루어지며 입는 순서는 바지, 저고리, 조끼, 마고자 순이다. 외출 시나 세배, 차례, 제사 등 의례에는 장소가 실내라 할 지라도 두루마기를 입는 것이 예의이다.
저고리는 본래 적고리라고 불리었는데 남자뿐 아니라 여자도 저고리를 입었다. 남자의 저고리는 형태나 구조의 변화가 별로 없었고 여자의 저고리에 비해 직선적으로 만들어진다. 남자 저고리는 대부분 민저고리이나 15세 정도까지 입는 색동저고리도 있다.
한복 바지는 아랫도리에 입는 옷으로 고대에는 남자와 여자 모두 바지를 입었던 것으로 추정되나 조선시대에는 남자는 겉옷으로 입는 반면에 여자는 속옷으로만 바지를 입게 되었다. 한복 바지는 통이 넓어서 허리끈을 매어서 고정시킨다. 왼손으로 바지춤을 잡고 오른 손으로 바짝 당겨 왼쪽으로 접어 잡아 맨다. 한복의 바지의 발목 즉 바짓부리를 묶는 끈을 대님이라고 한다. 대님은 명주처럼 얇은 옷감을 주로 사용하는데 개량된 한복에서는 단추나 매듭을 이용하기도 한다. 대님과 비슷한 종류로 볼 수 있는 행전은 한복에서 발싸개로 한복 바지의 넓은 밑단을 정리하기 위해 입었다.
한복 바지의 길이는 서양식 바지보다 길어 좌식 생활을 하는 데에 편리하고 여유 공간도 많이 생긴다. 바지에는 특별한 문양을 하지 않는다. 여름 남자 한복에는 고의와 적삼, 홑조끼, 홑두루마기가 있었다.

### 여자한복
여자한복은 저고리와 치마로 이루어진다. 치마 속에는 속바지와 속치마를 겹쳐 입었다.
저고리는 몸판, 깃, 섶, 소매, 고름 등으로 이루어져있는데, 고름은 저고리의 잎을 여밀 때 겹쳐지는 섶에 붙어 있는 끈으로 긴 고름과 짧은 고름을 반리본 모양으로 맨다. 섶의 끝 부분인 섶코는 버선의 코처럼 삐져나오게 한다. 바느질 방법에 따라 홑저고리, 겹저고리, 누비저고리, 깨끼저고리로 나누고 옷감의 색에 따라 민저고리, 반회장저고리, 삼회장저고리 등으로 나눈다.
조선 왕조 동안 저고리는 점차 짧아지면서 그 부피도 펑퍼짐했던 것에 비해 좀 더 몸에 달라 붙는 형태로 바뀌게 됐다. 16세기 이전에 저고리는 현재의 배기팬츠처럼 펑퍼짐해 허리 밑으로 쳐질 정도였지만 임진왜란 이후 피폐해진 국가 상황으로 천을 덜 쓰는 쪽으로 의복이 변화되게 되었다. 18세기가 지나면서 짧고 상반신으로 더 올라온 저고리는 거의 가슴을 덮지 않는 정도로 짧아져 여성들은 허리띠를 높이 착용해야 했다. 원래는 치마를 동여매는 용도로 드러내지 않았으나 허리띠는 18세기 후반에 들어 패션 소품으로서 드러내게 되어 19세기에는 보편화되었다. 그러나 중인과 천민은 아들을 낳았을 경우에만 허리띠를 노출했으므로 거의 허리띠를 드러내 매고 다니지 않았다.
여성의 치마는 조선 왕조 동안 길고 풍성한 느낌을 가지다 17~18세기에 이르러 치마의 풍성한 느낌이 엉덩이 부분으로 집중되어 서양식 허리받이처럼 튤립을 엎어 놓은 듯한 모습을 띠게 되었다. 1800년 치마의 풍성함이 더 두드러지게 되어 19세기 동안 무릎과 발목 주변으로까지 치마 천이 풍성해져 치마가 뒤에서 볼 시 그 실루엣이 삼각형과 흡사한 모양을 띠게 되었으며 이는 현재에도 널리 통용된다. 실루엣을 의도하기 위해서 다리속옷, 속속옷, 단속옷, 고쟁이 등도 입었다.

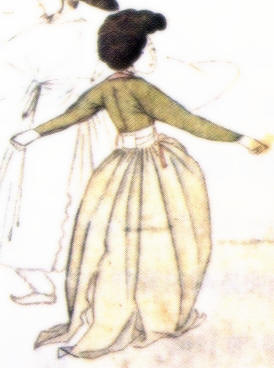
치마와 저고리로 된 여성 한복
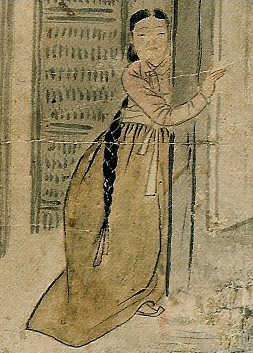
저고리

한복의 치마는 폭, 끈, 치마끈으로 구성되어 있다. 치마 안에는 무지기라고 부르는 속치마를 아래에 몇 겹씩 겹쳐 입었다. 평상시에는 홑치마, 겹치마, 누비치마를 입었고, 예복용으로 스란치마, 대란치마를 입었다. 한복 치마는 통치마와 풀치마로 나뉘며 이와 함께 개화기를 거치며 여성의 몸가짐을 가두던 장옷과 쓰개에 대한 폐지 운동이 일어나 1911년 배화학당에서 마지막으로 착용을 폐지했다.
버선은 남녀 모두 신던 양말이나 오늘날 일상생활에서는 사용하지 않게 되었으나 여성들이 한복을 입을 때에는 여전히 사용되고 있다. 흰 무명이나 광목으로 만들었는데, 여성의 버선은 앞쪽 끝이 뾰족하게 위로 올라가는 맵시가 특징이다.

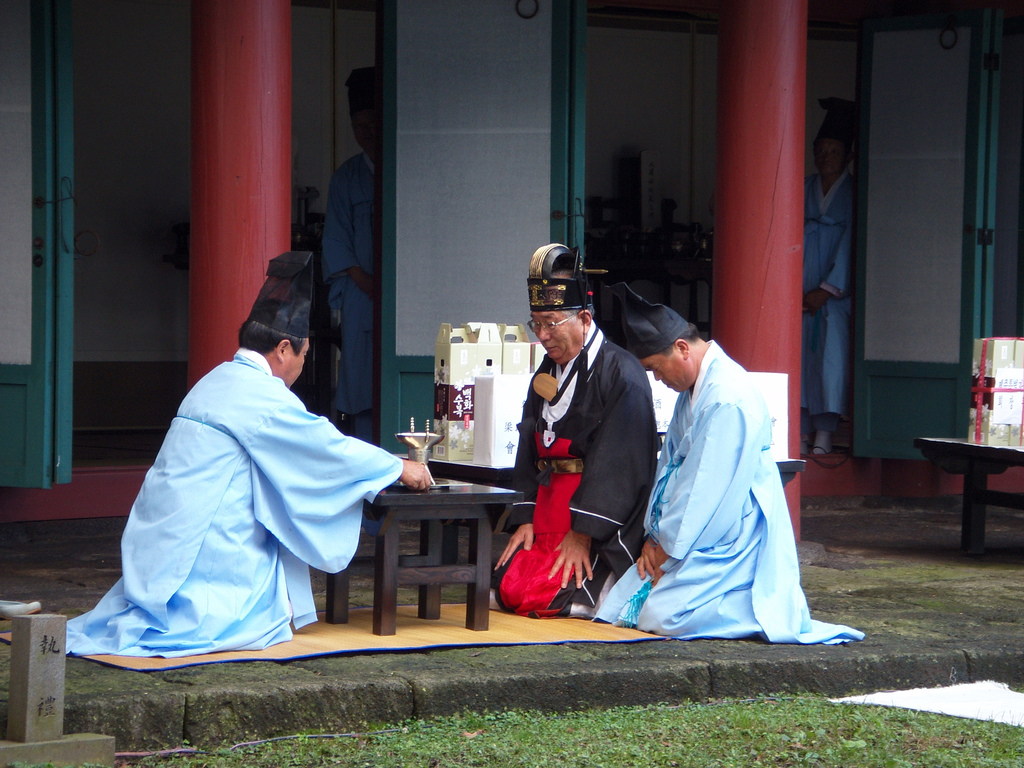
유건과 도포, 양관
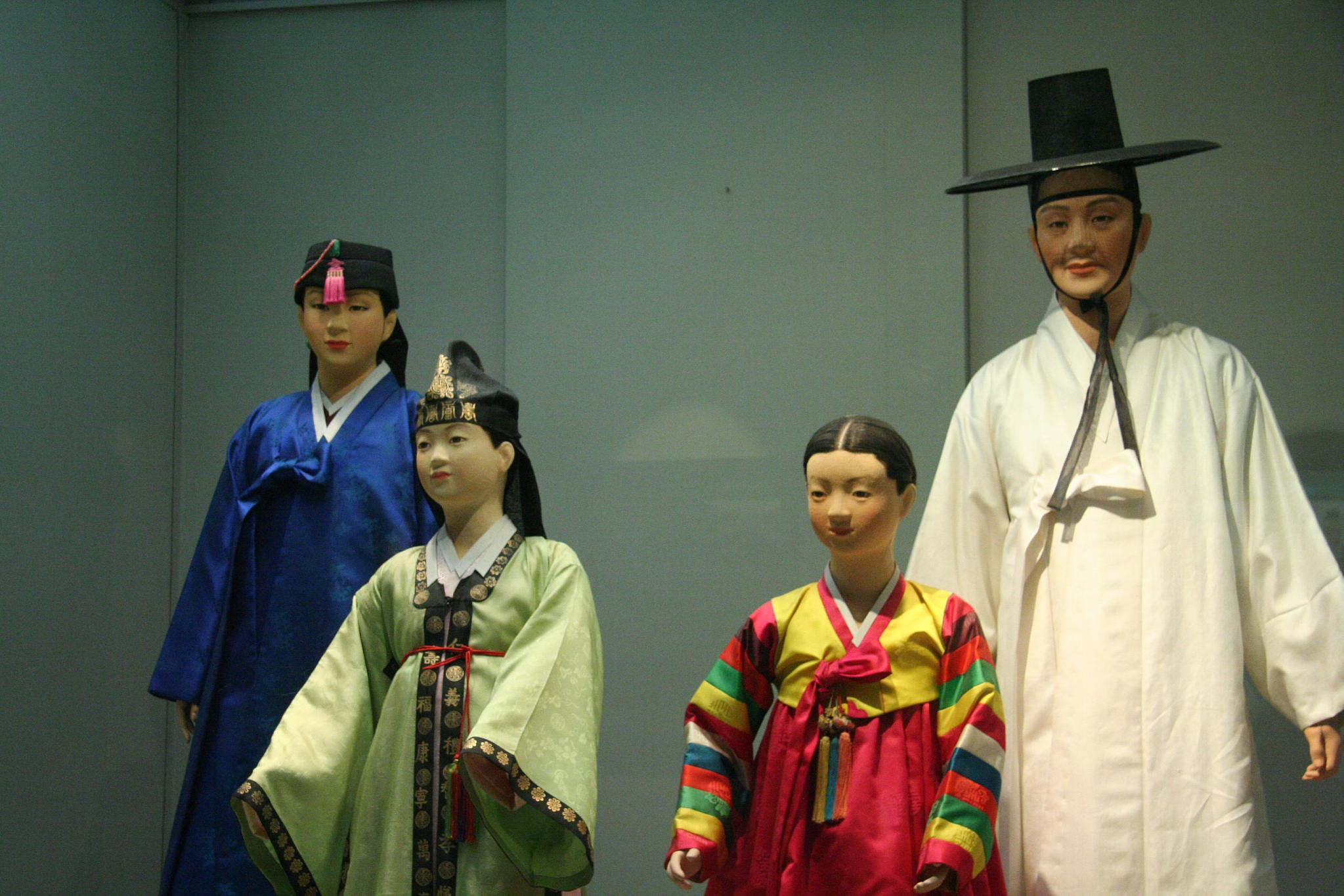
두루마기(파란 옷, 흰 옷)
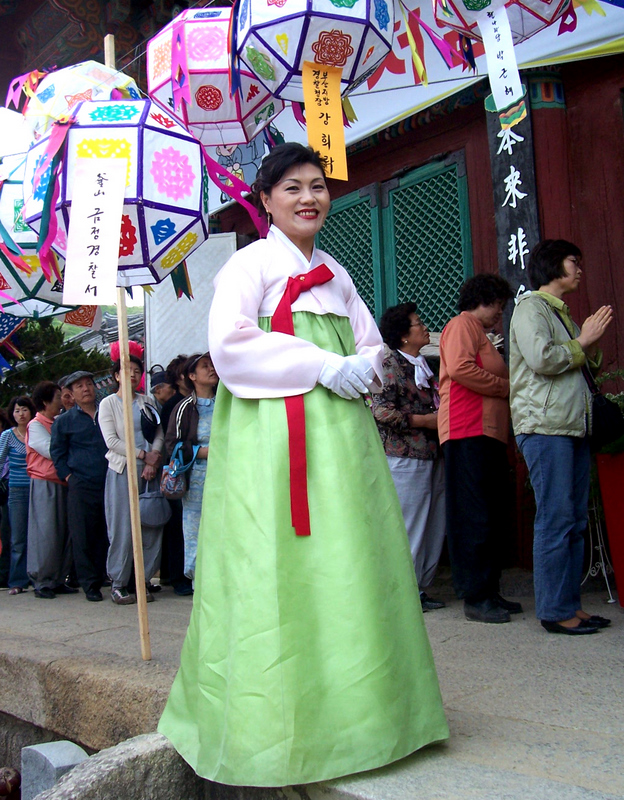
치마저고리
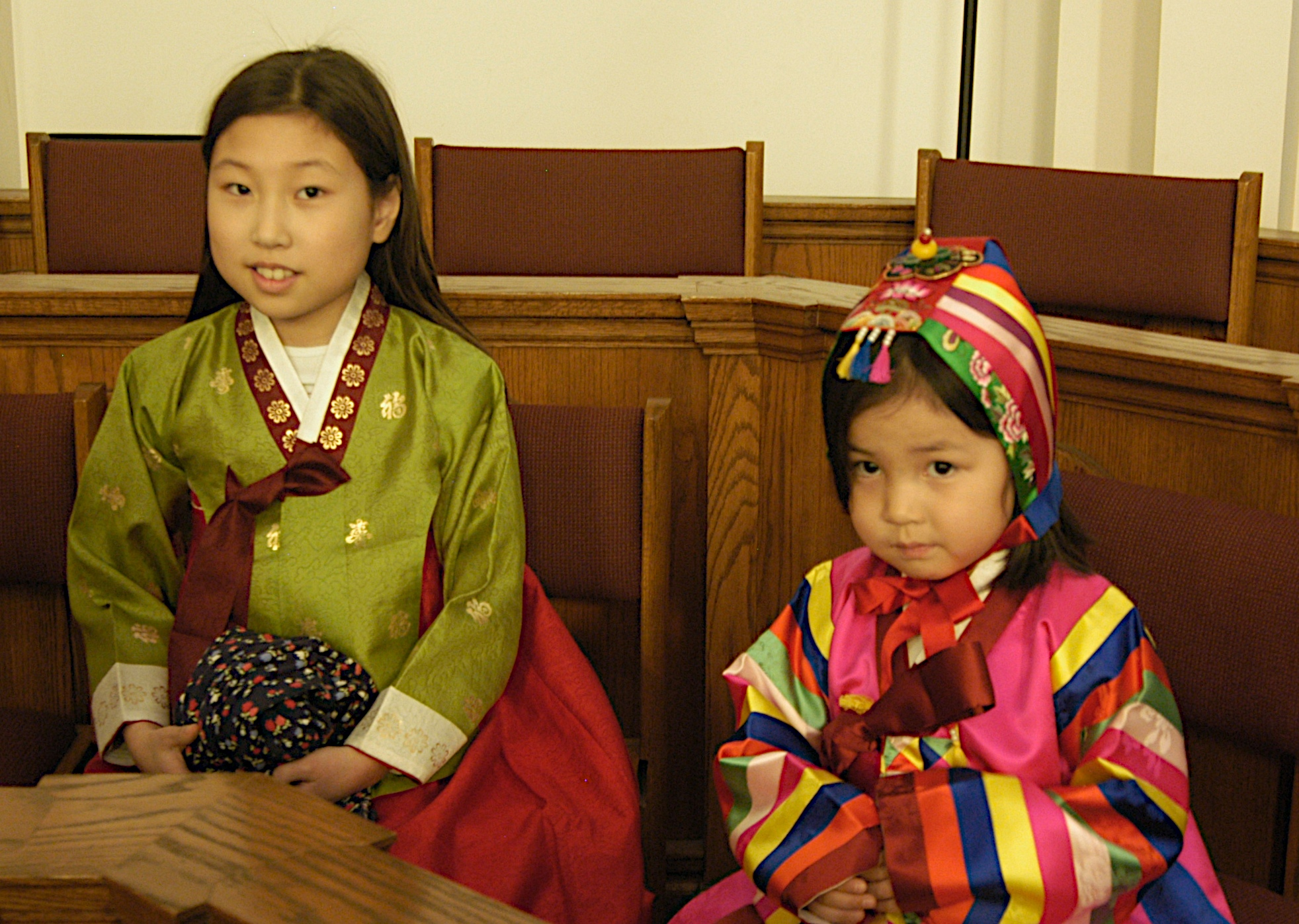
한복을 입은 어린이들
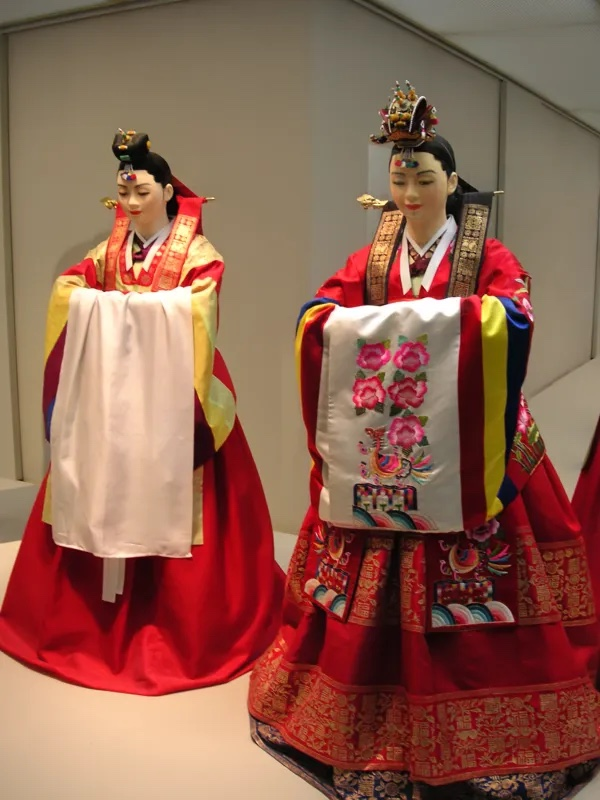
활옷

### 아이들의 한복

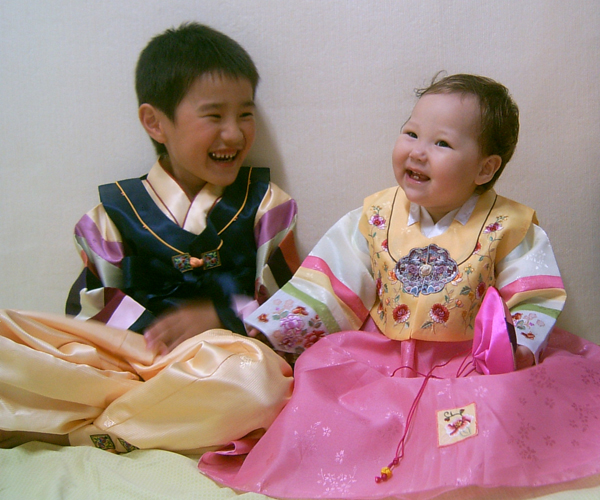
한복을 입은 아이들

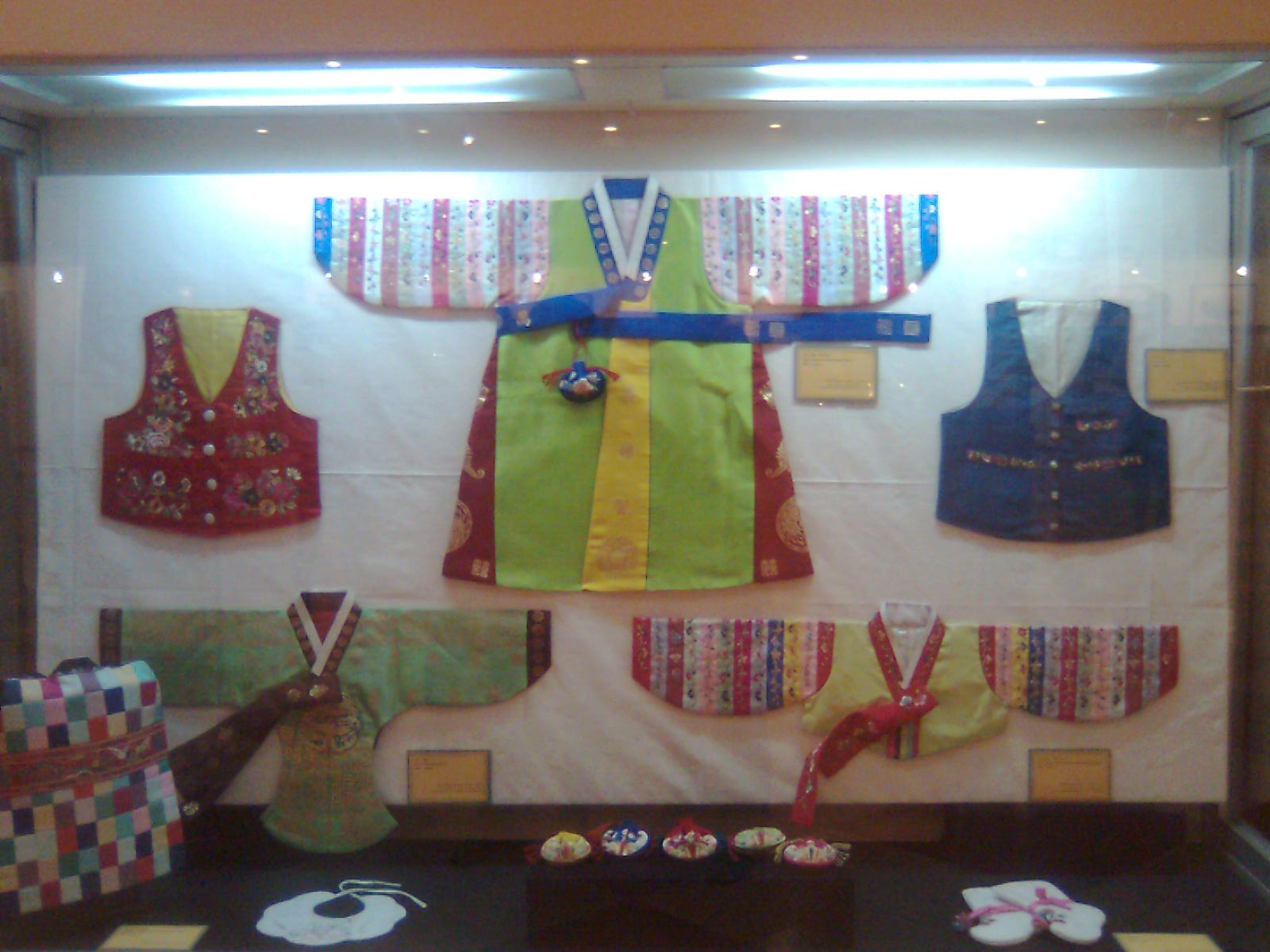
아이들의 한복

과거 어린 아이들은 설빔의 일종으로 설날에 까치저고리를 입었다. 사실 까치저고리는 색동 저고리의 별명으로 액땜을 하고 복을 비는 의미이며 보통 오색을 이루는 색의 배합은 온 우주를 상징한다. 보통 남자 아이는 남색, 여자 아이는 자주색 돌띠를 둘러 입힌다. 만약 옷 위에 두루마기를 둘러 입으면 까치 두루마기로 불린다.
아이들이 입는 옷의 종류를 다섯 가지 색으로 지어 입는다 해서 오방장이 두루마기라고 하며 명절이나 행사 때 아이들에게 입혔다. 보통 두루마기는 저고리와 조끼 위해 입었으며 좀 더 긴 조끼라고 볼 수 있는 전복위에도 입었다. 머리에 쓰는 것으로는 남아에게는 복건을 씌워 모자로 착용하기도 했다. 복건 이외에 호랑이의 자수를 새겼다 하여 호건을 씌우기도 했으며 아이에게 건강하고 용맹하라는 뜻으로 조선 시대에는 남아의복의 상징과도 같았다.
현대사회에서 아이들에게 입히는 한복은 보통 2~3 종류로 쉽게 입을 수 있도록 한다. 추석이나 설날 등 중요한 명절이 아니고서는 입지 않기에 보통은 상대적으로 섬유 재질이 비싸지 않은 경우가 대부분이다.
아이들에게 입히는 바지는 따로 풍차바지라 불렀으며 성별을 가리지 않고 입혀 유아기부터 4~5세 사이까지 편하게 입혔다. 남자바지와 비슷하지만 앞은 막히게 만들고 뒤는 트여 여미게 되어 있어 용변을 가리지 못하는 아이들에게 특별히 편하게 만들어졌다.

## 고유한 특성
한복에는 다양한 면직물이 소재로 쓰이며, 서구 문명이 들어오면서 혼직물 등 그 범위도 더욱 넓어지게 됐다. 소재의 사용도 저고리, 바지 등에 따라 약간의 차이가 있고 계절에 대해서도 차이가 크게 나타난다. 저고리의 경우 명주, 옥양목, 일반모직 등 일반 소재 로만 10가지가 넘으며 여름에는 모시나 삼베, 봄과 가을에는 명주나 갑사, 항라, 국사 천을 사용한다. 사철 고루 쓰인 소재는 깨끼였으며 성인 남자의 두루마기에는 명주, 양단, 실크가 많이 쓰였다.
안감과 겉감에 따라서도 차이가 있어서 가장 널리 쓰인 소재 중 하나인 명주의 경우 명주저고리에는 대부분을 명주로 안감처리하고 여의치 않으면 깃과 끝동, 섶 안쪽만이라도 명주로 지었다. 이렇게도 상황이 되지 않으면 올이 가는 무명이 쓰였다. 실제로 저고리 연구에서 밝혀진 소재의 비율은 명주가 60%로 절반이 넘으며 그 뒤를 무명, 삼베가 이었다. 경우에 따라서는 명주와 무명이 혼방으로 안감된 경우도 발견된다. 저고리가 찢기거나 헤지면 대부분이 동일한 옷감을 대어 박음질 처리하였으며 팔꿈치에는 큰 조각을 덧대고 박음질했다. 저고리에 명주가 많이 쓰였다는 사실에서와 마찬가지로 적삼, 치마, 버선, 바지에 이르기까지 다양한 의복에는 명주와 무명, 문사 등이 고루 사용됐다.
양반들은 촘촘히 짠 모시풀과 여름에도 가벼운 소재로 입을 수 있는 옷을 입고 보통의 천이나 실크는 더운 날씨가 아닌 보통 때 두루 입었다. 신분 상의 제약으로 평민은 면 이외에 다른 소재로 짠 한복을 입는 것이 금지됐으므로 신분을 알게 되는 척도 중의 하나가 의복의 소재였다.

#### 색상

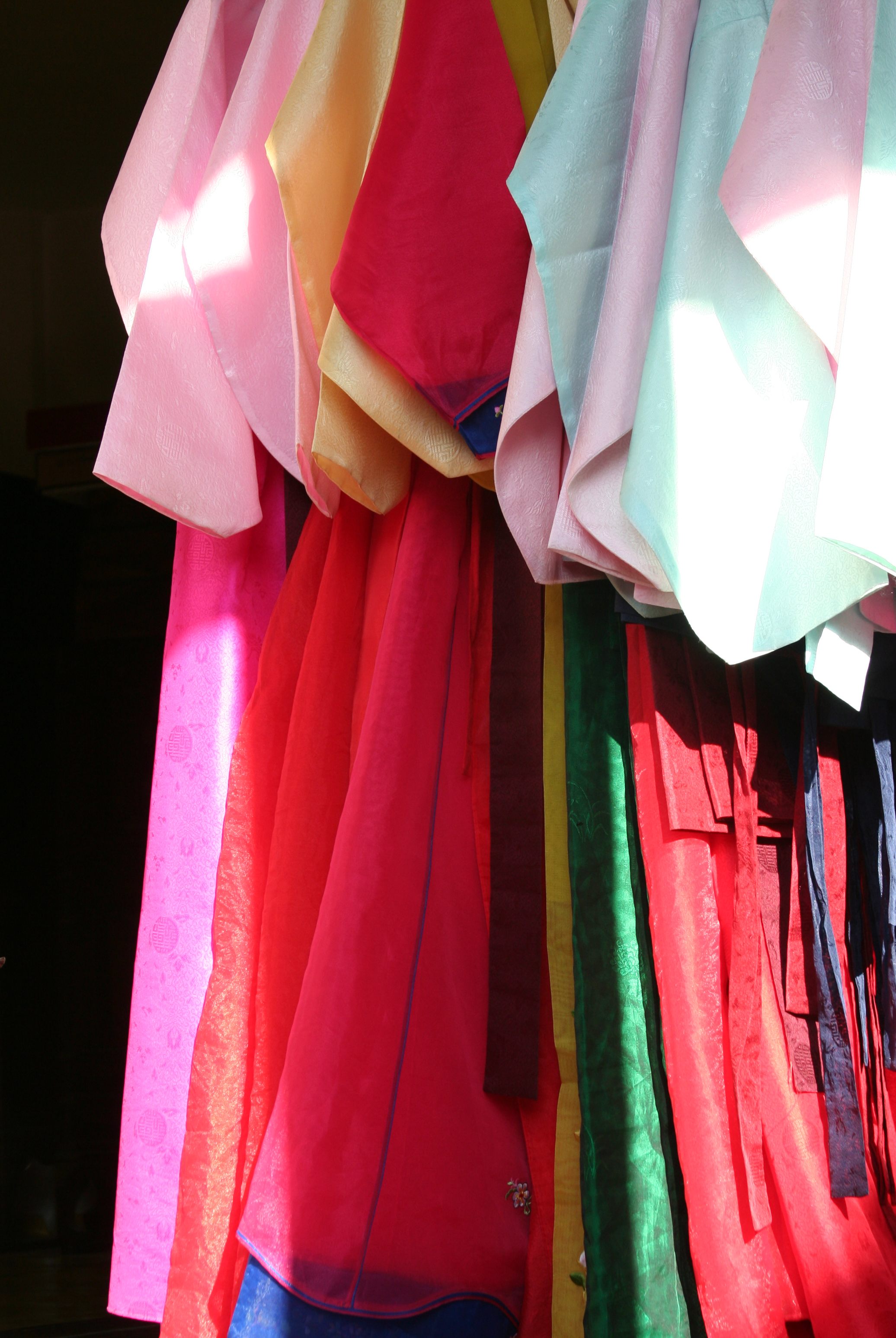
다채로운 치마와 저고리의 색깔

상류층이 입었던 한복은 색감이 아주 다양했으며 보통 어린 아이들이 다홍색이나 노란색 등 밝은 색을 많이 입고 중년층은 조금 더 중후한 색상을 즐겨 입었다. 그러나 대부분의 사람들은 평상시 흰색 한복만을 입었고 황색은 황제의 색이라 하여 사용이 금기시 되었으며 금박, 자수 등도 궁중가례복 등에서 쓰여 서민복에서는 찾아볼 수 없었다. 그러나 색에 대한 기준과 계급에 따른 분별은 시대마다 약간의 차이가 존재했다.
한복의 색상은 음양오행설에 따라 저고리와 치마, 저고리와 바지의 배색을 맞춘 경우가 많으며 저고리 색은 보통 치마와 같거나 더 옅게 하는 경우가 보통이다. 삼국시대부터 왕궁의 단청과 복식, 계급을 드러내는 데 사용된 오방색은 상생과 상극 속에서 색의 배합과 조화를 나타냈다. 또한 백의민족이라는 별칭에서 볼 수 있듯이 오래전부터 흰 옷을 숭상했으므로 한복의 색상은 흰색을 중심으로 밝은 원색과 아주 어두운 색깔이 공존하였다. 때문에 맑고 짙은 색이 서로 어우러지면서 나타내는 명조의 대비는 두드러졌다.
자연 그대로의 색을 재현한 느낌의 천연 염색 톤은 현대에 들어 예전부터 더욱 고급스러운 한복의 특징으로 나타난다. 쪽빛, 제비꽃색, 홍화색 등 은은한 자연 색상과 함께 수박색, 대춧빛이 감도는 빨간색 등 색감이 깊은 천연 염색 등으로 색상도 더욱 다채로워 지고 있다. 한복연구가 박술녀 씨는 “젊은 층엔 홍화나 치자 등을 염료로 한 밝고 경쾌한 색상을, 중장년층엔 쑥이나 녹차, 오리나무 등을 염료로 한 은은하고 기품있는 색상”을 추천한다 고 밝힌 바 있다. 이와 더불어 색감에 있어서는 명조 대비보다는 옅은 색감으로 안정감을 주는 색깔 배치가 각광 받게 되어 커플룩으로 입는 경향에 맞추어 두루마기에 이르기까지 그 색감이 변화하고 있다.

### 문양
조선 시대까지의 한복은 신분에 따라 문양도 다양하여 금박을 한 당의를 비롯해 식물, 동물, 기하학의 형상을 한 무늬 등 여러 종류가 나타났다.
이들은 문양마다 나름대로의 의미를 가지고 있다. 특히 결혼한복에는 주로 모란꽃, 장미, 당초 문양을 사용했다. 각 문양은 하나하나가 각기의 독특한 의미를 지니며 일례로 학은 고고하고 청초한 이미지를 나타내 길상을 상징하였다. 호랑이나 용은 학과 더불어 신분의 고귀함을 나타냈다. 문양은 자수, 금박, 조각잇기 등을 모두 아우르는 개념으로서 여러 종류의 문양은 한복 뿐 아니라 한국 문화의 한 획을 차지하고 있다.

#### 자수

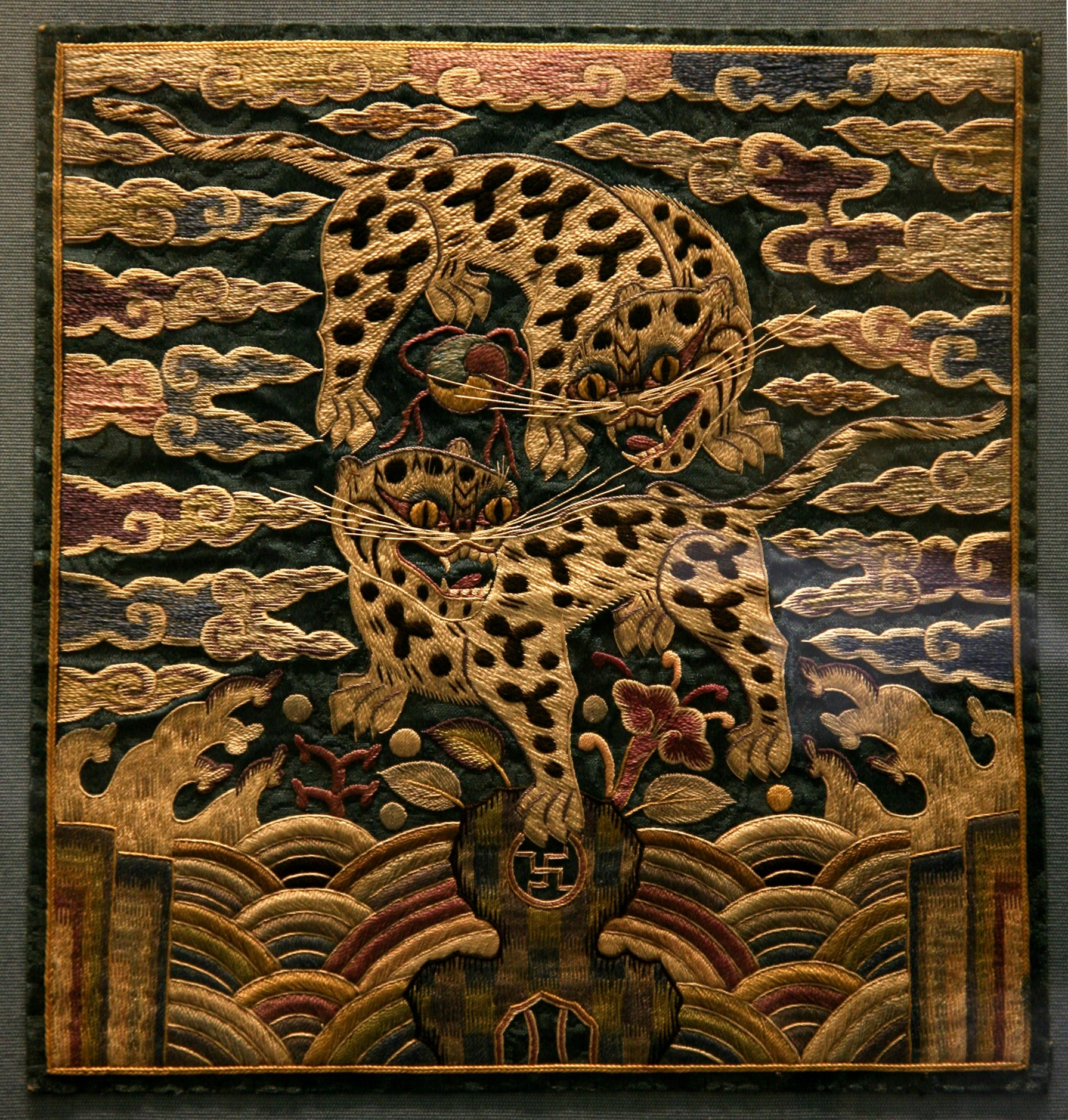
흉배에 놓인 자수. 수놓은 모양으로부터 무관(호랑이), 당상관(두마리)임을 알 수 있다.

일반적으로 동양 자수는 페르시아 문명에서 유래하여 실크로드를 거쳐 중국으로 유입되었고 후에 한반도로 유입된 것으로 파악되고 있다. 현재까지 중국처럼 고대의 자수가 발견된 사례는 없으나 삼국사기에 기록된 바 고구려 귀족들은 공사 시 자수가 된 비단옷을 즐겨 입었으며 특별히 독특한 기마 민족의 자수를 만들어냈다. 이에 반해 백제는 신라를 견제하고 중국과 고구려와 통했기 때문에 남북조의 영향을 두루 받아 연화, 인동당초, 와운문 등 섬세하고 단순한 형태의 자수가 많았다. 통일신라시대가 되자 사회통합을 위해 더욱 장려되던 불교의 영향을 받은 자수가 성행하고 고려 시대에도 국교였던 불교의 영향이 지속적으로 발현되어 국화, 연꽃, 단풍, 대나무, 매화, 사신상 등 다채로운 문양이 등장하게 된다. 조선 시대에 이르러 한국다운 자수가 등장하게 되었으며 불교의 영향에서 벗어나 평민들도 자유롭게 자수를 꾸리면서 민간에서도 그 비중이 확대되고 드넓어진다. 일례로 궁내에는 자수를 전담하는 수방이 생길 정도로 아름다움에 대한 의식이 높아져 금박, 은박 등을 하여 권위를 나타냈다.
자수에는 크게 손 자수와 기계자수가 있으며 중국과의 수교를 1992년 맺으면서 저렴한 노동력으로 손 수를 주문하는 고객도 늘었으나 여전히 기계 자수를 선호하는 업체가 많다. 대개 자수는 저고리, 당의, 배자 등의 여자 한복에 많이 이뤄져 꽃 모양의 문양이 많이 들어가며 현대에도 저고리 소매에 자수를 하는 경우가 상당히 많다. 1986년~1997년 사이의 한복에 대해 연구한 논문은 자수가 90년대 중반이 되면서 자수의 문양이 갈수록 작아지고 더욱 현대적인 감성을 띠게 되었다고 파악했다.

#### 박장식

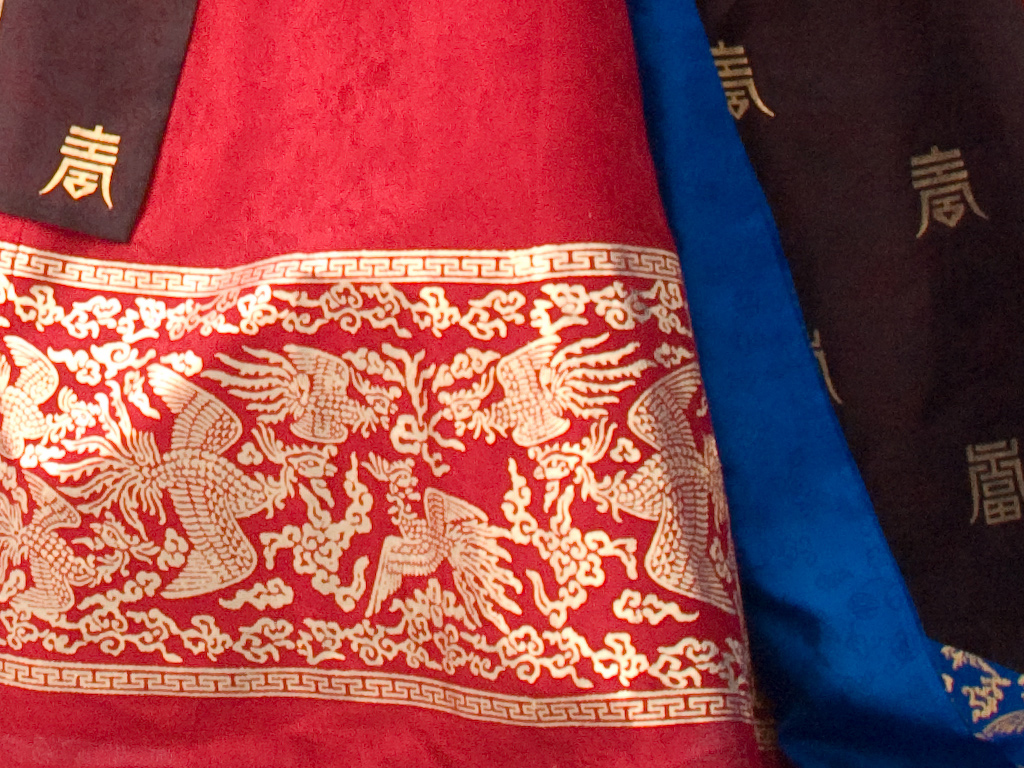
금박이 놓인 한복의 치마폭

박장식은 아주 오랜 역사를 지니고 있으며 고조선 때의 청동기는 수은을 바르고 그 위에 금박 혹은 은박을 하여 열을 가해 수은을 증발시켜 도금하는 방법을 썼다. 조선시대에 이르기까지 박 장식은 여자 한복에 많이 쓰여 치마나 저고리를 장식하는 역할을 했다. 금박과 은박이 대표적이며 금박(金箔)은 금으로 문양을 새긴 것으로서 보통 '박'이란 한지를 대어 밑그림을 그리고 조각하여 문양을 만드는 것을 뜻했다. 실제로 박으로 장식하는 부분을 살펴보면 금박은 저고리의 깃에 쓰는 경우가 가장 많지만 고름과 함께 쓰이고 치마 아래의 경우에는 맨 밑단을 따라서만 수를 박을 하거나 두루두루 박을 할 수도 있었다. 금박은 반드시 옷에 쓰인 것이 아니며 주머니, 수저집, 향낭, 댕기 등 다채로운 경우에 쓰여 지니고 다녔다.
은박의 경우에는 고름에 특히 집중되는 경향이 있으나 금박과 같이 흔히 쓰이지 않으며 실제로 소비자도 금박을 선호하기 때문에 골고루 쓰인다고 볼 수는 없었다. 박장식은 실제로 의복 뿐 아니라 비단으로 짠 경전에도 쓰였으며 완당 김정희가 살았던 조선 중기에는 이미 중국과 일본에 금박, 은박 종이가 널리 사용돼 조선에도 수입됐다. 박 장식을 할 때에는 특별히 손이나 각종 기물 등 어디에나 금이나 은이 달라붙기 쉽기 때문에 잘 붙지 않는 종이나 명주, 합성섬유로 조심히 다뤄야 하는 어려움이 있다.

## 장신구
한복에서는 여성의 아름다움을 돋보이게 하기 위한 장신구가 존재했다. 한복의 장신구에는 가락지, 귀고리, 노리개, 비녀, 뒤꽂이, 단추 등이 있으며 그 화려함이 진주와 산호에 이르기까지 사치스러울 정도였다.
현재까지 한반도에서 발견된 최고(最古)의 귀고리는 마한 시대(3세기 추정)의 것이며 삼국시대의 유물로는 임진강변에서 발견된 고구려 고분군의 은팔찌, 유리구슬, 백제의 금동관, 허리띠 신라 고분군의 귀고리와 금제 장식 등이 있다. 이후 고려 시대 때에도 귀금속을 사용한 장신구가 발달 했던 것으로 파악되고 있으며 그 종류도 팔찌와 옥으로 만든 단추형 장신구, 목걸이, 장식편 등으로 화려했다. 서긍이 지은 고려도경(高麗圖經)에는 "고려의 귀족계급 사녀들은 허리띠에 금방울, 금 향낭을 패용했다."고 쓰여 있다. 조선 시대에 들어서는 장신구의 자취가 완전히 사라진 것은 아니었지만 17세기를 넘어가면서 장신구의 사용이 이전보다 많이 줄어들게 된다.

### 머리장식

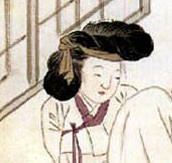
여성의 가발 일종인 가체

남자와 여자 모두 결혼하기 전까지는 머리를 땋아 내리고 다녔으며 남성의 경우 결혼 후 상투를 틀어 머리 위에 묶었고 여자의 경우 머리를 목 뒷부분 바로 위에 동그랗게 말아서 두었다.
19세기 이전에 상류층 여성과 기생은 가체를 썼으며 서구 왕정과 마찬가지로 조선 사회에서도 가체의 크기와 무게가 더 위엄 있고 미적으로 우월하다고 생각했다. 여성들의 가체에 대한 욕망이 갈수록 더해지자 정조는 1788년 왕실 칙령으로 가체의 착용을 금지했다. 유교적 사상이 지배적이었던 조선 사회에서 가체에 대한 상류층의 욕구가 지배 사상과 충돌했기 때문이었다.
긴 핀의 일종인 비녀는 쪽진 머리를 꼽아 두는 역할을 하였으며 장식 용도로도 사용됐다. 비녀의 길이나 재료도 색상이나 천의 종류와 마찬가지로 여성의 신분에 따라 나뉘었으며 상류층은 산호, 금, 은, 비취 등을 사용했으나 보통 사람들은 동, 뿔, 나무 등을 사용했다. 비녀가 가체를 대체하게 되는 풍속이 더욱 보편화된 계기는 정조의 개혁이었으며 그 형태와 디자인 또한 더욱 다양해지고 재산 축적의 일환으로도 쓰이게 되었다. 길이는 33 cm~40cm에 이르렀으며 결혼한 여성의 전유물이 되면서 청혼의 표시로 비녀를 보내는 풍습이 생겨나게 되었다. 보통 결혼식에는 족두리를 착용했으며 겨울의 추위를 막기 위해서는 아얌을 착용했다. 남성의 경우 갓을 머리에 썼으며 모자와 흡사한 용도였다. 그 챙의 길이와 모양이 지위에 따라 달랐다.
19세기부터 가체를 대체한 작은 모자인 족두리를 착용하기 시작했지만 기생은 가체를 19세기 말까지 착용했다. 한편 오늘날에는 전통적 방법처럼 머리를 말아 놓은 부분에 관통하도록 하지 않고 비녀와 유사한 형태의 핀을 악세사리로 착용하기도 해 머리를 장식하기도 한다.

#### 비녀
비녀는 여인들이 머리를 지탱하여 올리기 위해 머리를 뒤로 묶어 둥그렇게 말아 꽂던 장신구이다. 비녀는 한자로는 잠(簪)이라 썼으며 기혼 여성들은 혼인을 올렸다는 증거로 착용했다. 따라서 여인에게 비녀는 정절과 품위의 표현이었다.
형태도 다양하여 그 모양에 따라 완두콩 모양이나 호도의 모양, 국화의 모양, 대나무의 모습, 석류 등 다양한 형태가 등장했다. 특별히 왕비는 봉황의 형상을 한 비녀를 착용하여 봉황잠이라고 불렀다.
사용 자료에 따라 신분을 가늠할 수 있었으며 금이나 주옥은 상류층에게만 사용이 허락되었다. 칠보나 은을 사용하기도 했으며 용의 형태가 조각되어 있는 용잠이나 봉잠도 있다.

#### 족두리
족두리는 특별한 의식때 부인들이 머리에 쓰는 관(冠)의 일종으로서 다른 이름은 족아·족관이다. 보통은 검은 비단으로 만들어 6각형의 형태를 띠며 가운데 솜이 들어 있고 가운데를 비워서 얹어놓고 비녀를 질러 고정한다. 족두리는 원래 몽골 여자들이 쓰는 모자 장식의 일종으로 원나라의 공주들이 고려로 오면서 착용해 유행하기 시작했다. 족두리에도 무엇을 써서 장식하느냐에 따라서 그 외향이 변형되고 달라져서 화관으로 불리기도 했다.
족두리가 더 보편화된 것은 조선 중기로서 다리머리에 대한 규제가 시작되면서 부터다. 다리머리란 다리를 덧드려 머리에 가체와 같은 장신구를 얹는 것으로 머리장식이다. 하지만 일부 가정에서는 딸의 혼사를 위해 전 재산을 팔아 다리머리를 준비하는 등 폐단이 극심해졌다. 이에 따라 족두리를 대용해서 착용하게 했으나 족두리에도 많은 비용을 투자하기란 매한가지여서 문제는 상당 부분 지속되었다.
원래 족두리 착용이 사대부 부녀자 사이에서만 가능했던 것에서 조선 중기부터는 서민들에게도 혼례식 때만은 족두리의 착용을 허용하여 여러 장식을 하여 혼례를 올리기 시작했다. 그 종류는 소재나 모양에 따라 민족두리, 어염족두리, 솜족두리 등으로 이름이 달리 불렸다. 《규합총서》에는 특별한 장식이 없는 민족두리를 만드는 법이 간략하게 쓰여 있다.

#### 아얌·조바위

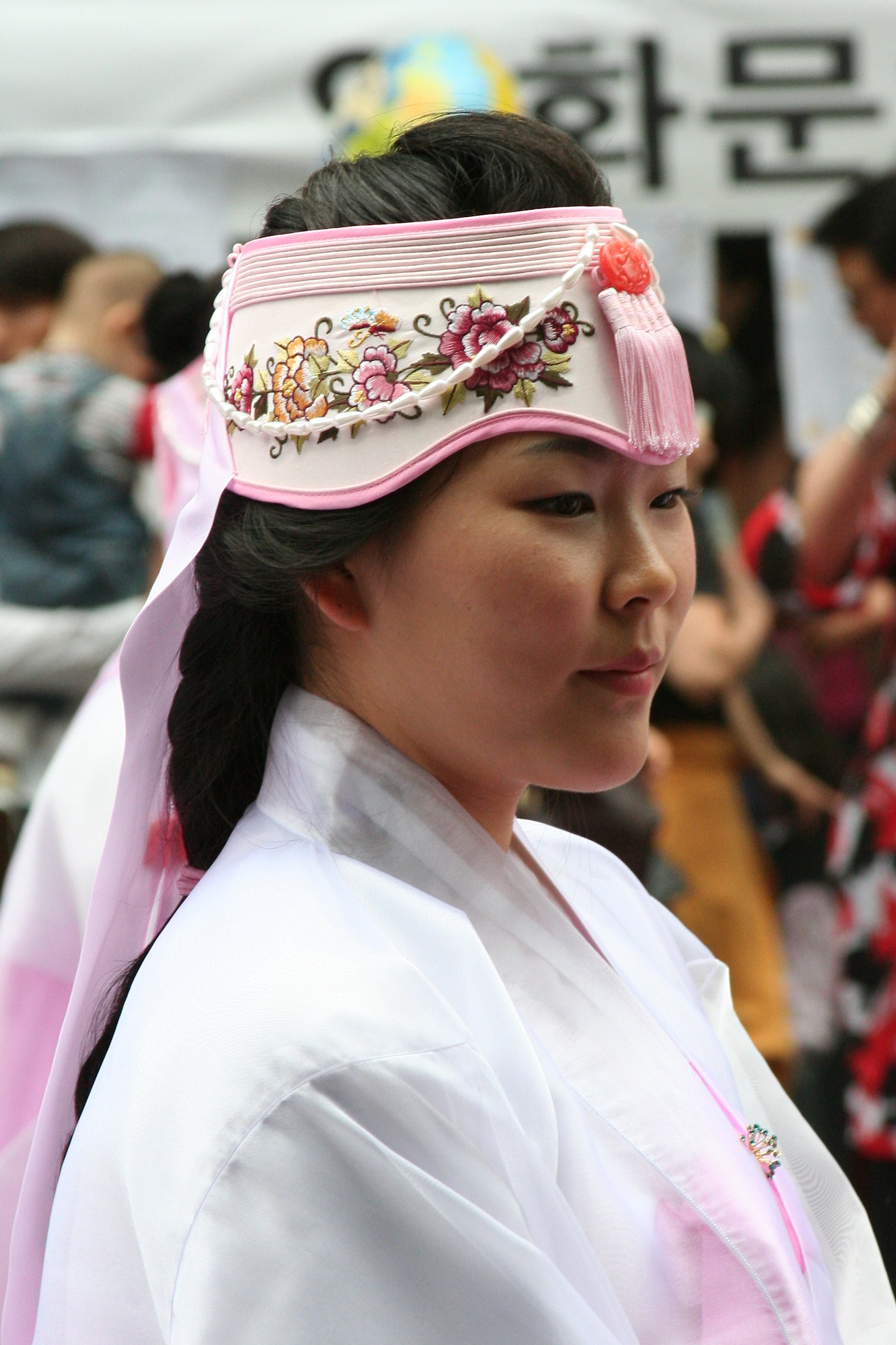
아얌

아얌과 조바위는 추위를 막기 위해 부녀자들이 두르던 머리 장식으로서 일종의 방한모이다. 두 종류 모두 위는 트이고 귀를 덮이도록 생겼으며 귀부분에는 털이 달리게 되어 있었다. 뒤에는 아얌드림을 늘어트려 띠처럼 내려오게 했다. 두 종류 모두 머리장식이지만 아얌의 경우에는 귀를 덮지 않는 경우가 대부분이라는 데 차이가 있다. 아얌과 조바위가 별 구분없이 쓰이다 아얌은 조바위가 널리 퍼지면서 급속히 사라져 한복의 구성 요소 중에서는 가장 빨리 사라지게 됐다. 방한용 때문에 모자의 일종으로 조바위는 조선 말기 양반층에서 서민에 이르기까지 널리 사용되었다. 귀를 덮는 부분은 안으로 약간 오그라들게 하고 바람을 막도록 천을 덧대었다. 색에는 두 종류가 명확히 구분되지는 않으나 조바위의 경우 안감과 겉단 색을 다르게 하였으며 겉에는 검은색이나 자주색을 쓰는 대신 안감은 남색이나 흑색, 자주색을 썼다. 영국의 화가 엘리자베스 키스는 1920년대 서울 풍경이 조바위를 쓰고 있는 한국 여인의 모습과 같다고 쓴 바 있다.
조바위와 비슷한 것으로 남바위가 있으며 남바위에 비해 쪽진머리가 보이도록 짧게 한 것이 조바위다. 남바위는 보통 남자가 쓰던 방한모에 해당한다. 아얌과 조바위, 굴레 등의 머리쓰개는 보통 여자 아이의 경우 굴레, 젊은 여성은 아얌, 노인이 쓰던 것을 조바위로 칭했으나 반드시 그런 것은 아니었다. 일례로 돌잔치를 할 경우 여자 아이에게는 다홍치마에 색동저고리를 입고 머리에는 조바위 혹은 굴레를 씌웠다.

### 노리개

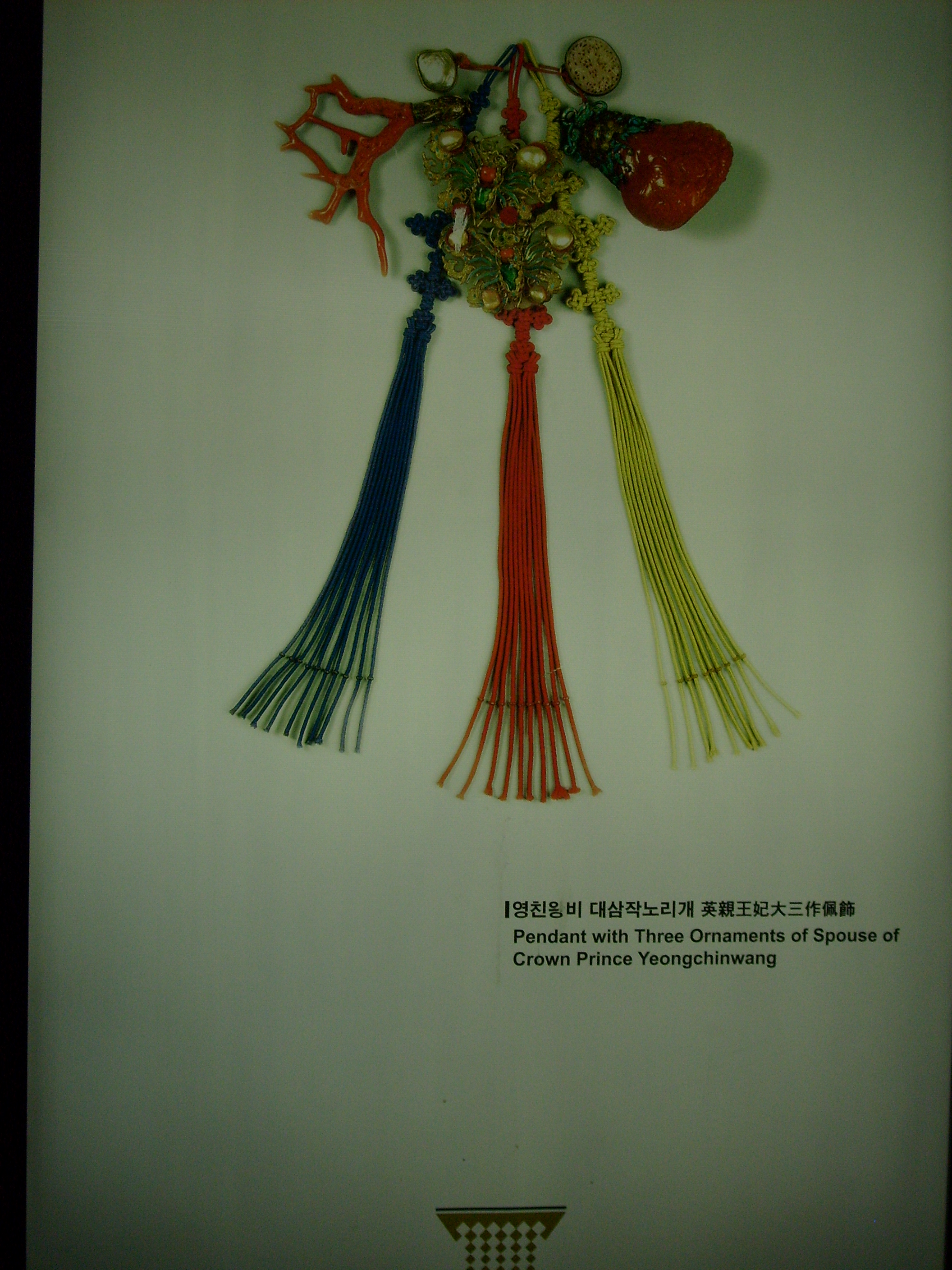
삼작노리개

가장 흔히 알려진 한복의 장신구는 노리개로서 노리개는 한복 저고리의 고름 또는 치마허리에 차는 여성 장신구의 일종이다. 그 속뜻은 "소중한 물건", "사랑하고 즐기며 아끼는 물건"이라는 의미를 지닌다. 노리개는 신분에 관계 없이 거의 대부분의 여자들이 착용했으며 신라 시대와 고려 왕조 동안에는 허리띠 쪽에 찼던 것이 조선시대에는 저고리가 짧아지면서 저고리 아래 부분으로 그 위치가 올라오게 된 것으로 추정된다.
노리개는 고유 의상의 아름다움을 더해주는 효과가 있어 단조로울 수 있는 의복을 치장하는 의미가 있었다. 그 색조는 홍·남·황 삼원색을 비롯해 자주, 보라, 옥색 등 열두 색에 이를 정도로 다양했으며 왕실에서부터 부녀자들에 이르기까지 다양한 형태의 노리개를 착용했다

### 주머니
한복에는 주머니가 없었기 때문에 주머니를 허리춤에 차고 다니는 경우가 많았고, 주머니를 선물로 주는 경우도 많았다. 엽전을 담는 경우에는 엽낭이라 불렀으며 고려시대까지만 해도 향수를 담고 다니는 향낭이 부인들 사이에서는 비단으로, 평민들 사이에서는 헝겊으로 만들어져 널리 쓰였다.
주머니가 별도로 없던 탓에 남녀노소를 불문하고 한두개 정도의 주머니는 소지하고 다녔으며 형태나 쓰임세에 따라서 귀주머니, 두루주머니, 돈주머니 등으로 달리 불렸다. 남성의 경우 단색인 경우가 많았으나 여성이나 아이들의 주머니는 꽃, 동물 등 여러 수를 놓았다.
주머니 또한 다른 한복과 마찬가지로 재질과 색상에 따라 차이가 있었으며 신분에 따른 차등 적용이 있어〈중종실록〉에 따르면 상민이 비단으로 짠 주머니와 띠를 착용할 수 없었다고 기록하고 있다. 저고리의 경우에는 원래 안쪽에 다는 경우가 더러 있었으며 조선 후기가 되어 양복이 들어오면서 왼쪽 상단에 작은 주머니를 단 조끼가 등장하기 시작하게 된다.

### 보자기

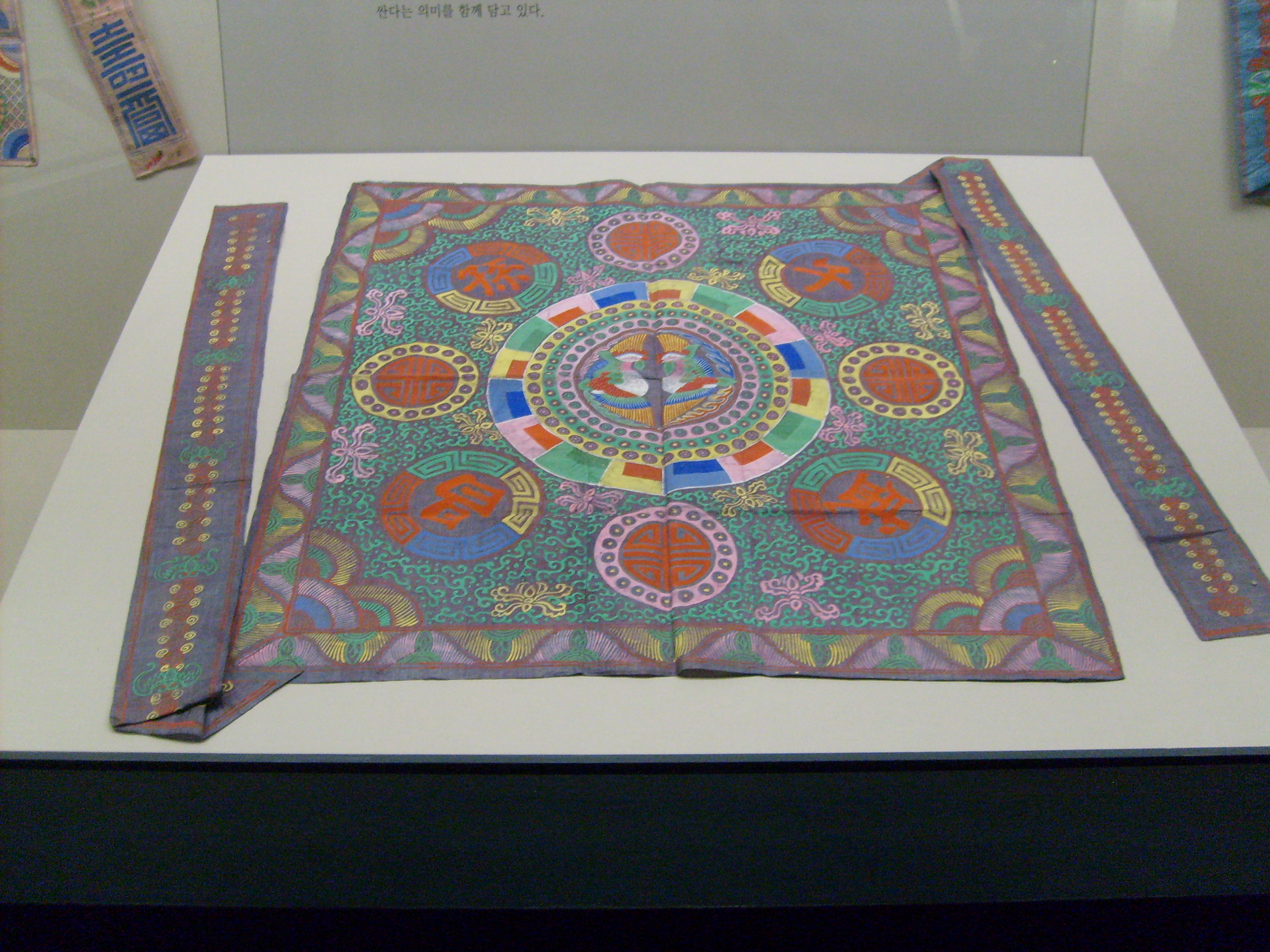
왕비가 사용했던 보자기

보자기는 그 역사가 삼국시대 때부터 시작 했으나 그 사용과 발전은 조선시대에 많이 이뤄져 궁중에서는 보의 쓰임새에 따라 부르는 이름도 세분화되어 있었다. 한복에 어울리는 장신구의 의미로서 물건을 싸는 용도였던 보자기는 복을 쌓아둔다는 의미를 지녀 무속 신앙과 관련된 사람들의 믿음을 나타내는 한편, 무엇인가를 정성스레 싸 둔다는 의미를 지니기도 했으므로 예물을 싸는 혼례용 보자기의 경우 그 아름다움도 더욱 가미됐다.
한국문화를 표현하는 이미지 중의 하나인 보자기는 어떤 물건을 싸서 가지고 다니는 가방의 용도이기도 했으며 보자기의 절반 이상을 차지하는 양식인 조각보는 많은 용도로 쓰였다. 특별히 바느질이 상류층 여성에게도 필수였던 조선 사회에서는 보자기가 기초를 닦는 연습의 대상이 되기도 했으며 규방의 애환과 여인의 삶을 들여다보는 한 도구가 된다. 조선시대의 보자기는 오방색에 여러빛깔의 계열이 포함되는 양상을 띠었으며 따뜻한 느낌을 지는 빨강, 노랑, 붉은빛에 하양과 파랑이 가미되는 양상을 띠었다.
궁중에서 쓰던 궁보는 그 종류와 함께 자수와 금박에 따라 달랐으며 왕비의 대례식에는 봉황을 새긴 보자기가 사용되거나 왕의 경우에는 여의주를 문 자수가 새겨지기도 했다. 다양한 자수와 금박이 쓰였던 궁보와 달리 서민들의 일상 생활에서 썼던 민보는 상대적으로 소탈하며 그 색채도 투박하여 다목적 기능에 유용하도록 함이 보통이었다.

## 한복의 관리
한복은 소재와 매무새가 평상복과는 차이가 있어 관리가 생명이라는 말이 있다. 양복과 달리 한복은 옷걸이에 걸어두면 색이 바래고 형태가 변하기 때문에 담아 둘 곳을 따로 마련하여 수납하는 것이 이롭다. 여자 저고리는 팔 부분을 꺾어 접고 남자 저고리는 소매를 고름과 만나게 해 접은 후 몸통을 한 번 더 접어 보관하며 저고리의 동정 부분은 주름을 펴서 보관해야 탈이 없다. 또한 입기 전에는 때가 탄 곳을 간단히 닦은 후 다림질을 꼭 해야 한다.
섬유에 따라서 주의할 점은 면일 경우에는 간단히 세탁을 해도 무관하지만 명주라면 드라이 클리닝을 하는 것이 좋다. 단, 소재가 얇기도 얇은데다 바느질이 섬세한 부분이 많기 때문에 드라이 클리닝을 자주하면 금방 상해버려 되려 옷이 상할 수 있음에 유의해야 한다. 나일론과 울, 폴리에스테르 등 합성섬유를 겸한 것이라면 손빨래가 이롭다.

## 같이 보기
- 한국복식
- 제주 갈옷
- 한푸
- 기모노
- 색동저고리
- 한복 치마

## 참고 자료
- 석주선, 《우리옷이야기》(현암사, 1998)
- 유송옥, 《한국복식사》(수학사, 1998)
- 유희경,김문자 《한국복식문화사》 (교문사, 1998)
- 이영희, 《파리로 간 한복쟁이》 (디자인하우스, 2008)
- 김혜순, 《한복 디자이너 김혜순의 아름다운 우리 저고리》(김영사, 2011)
- 한복을 사용하여 표현한 故 백남준의 마지막 작품 Ommah(엄마) 경향신문 2010-04-19, 내셔널 갤러리 오브 아트 소장
- 이 문서에는 다음커뮤니케이션(현 카카오)에서 GFDL 또는 CC-SA 라이선스로 배포한 글로벌 세계대백과사전의 내용을 기초로 작성된 글이 포함되어 있습니다.